# Фемінізм

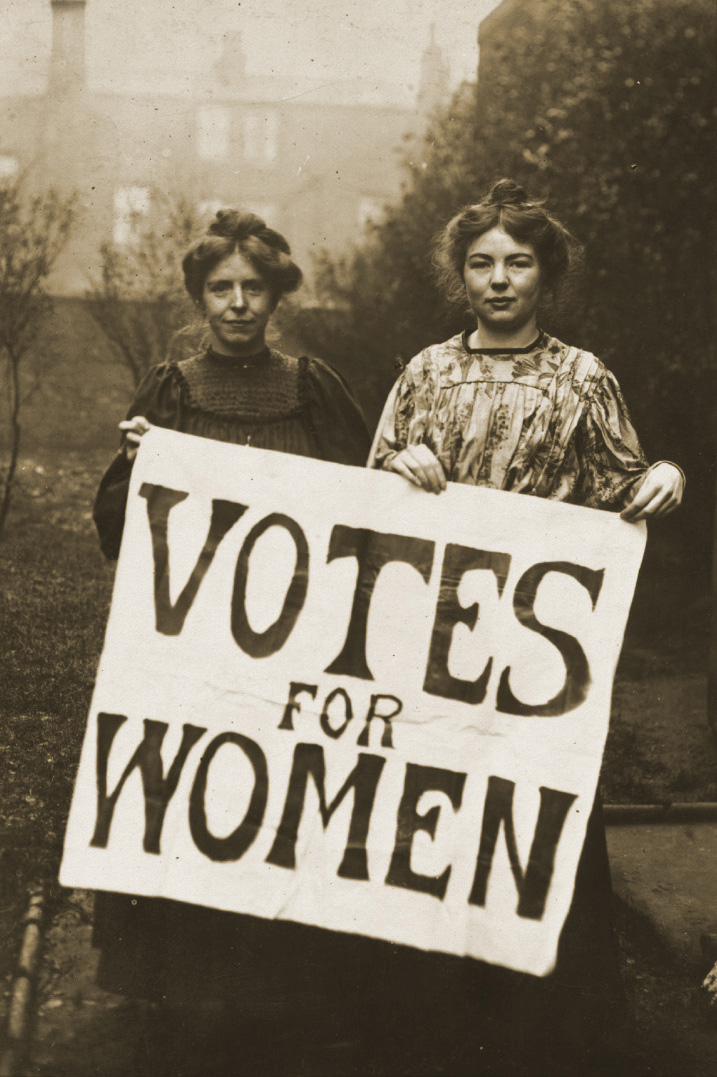
Енні Кінні та Крістабель Панкгерст з плакатом «Право голосу жінкам»

Феміні́зм (від лат. femina «жінка») — низка політичних суспільних рухів, ідеологій та теоретичних парадигм, спрямованих на збереження політичної, економічної, культурної та соціальної статевої рівності шляхом захисту прав та інтересів жінок. Це включає боротьбу з насильством проти жінок, мізогінією, сексизмом, гендерними стереотипами, створення можливостей для жінок у сфері освіти та праці. Кінцевою метою фемінізму є усунення сексизму та подолання гендерної нерівності. Феміністичний рух від свого зародження виступає за права жінок, включно з виборчими (голосувати та бути обраними у владу), трудовими (здобувати освіту, працювати та отримувати справедливу (рівну з чоловіками) платню), володіти власністю, укладати договори, рівними правами у шлюбі (опіка над дітьми, декрети), репродуктивними (планувати сім'ю, контролювати народжуваність). Фемінізм бореться з усіма формами насильства проти жінок і дівчат (передовсім сексуального і домашнього), за їх фізичну недоторканість, цілісність і здоров'я (проти практик калічення геніталій, «убивств честі», викрадення та спалювання наречених, селективних абортів, дитячих шлюбів, проституції, баад).
Феміністичні кампанії — головна рушійна сила масштабних соціальних змін, особливо в західному світі. За останні 200 років вони вибороли для жінок до того недосяжні впродовж всієї історії людства виборчі права, права укладати контракти і володіти майном, здобувати освіту та оплачувано працювати, доступ до ефективної контрацепції і абортів, криміналізацію сексуального і домашнього насильства, гендерне квотування, дієву боротьбу з проституцією, гендерний паритет у ряді мов.
Феміністська теорія, що виникла з феміністичного руху, досліджує природу гендерної нерівності, вивчаючи соціальні ролі жінок і чоловіків та пережиті жінками досвіди; її відгалуження у різних дисциплінах, від філософії й теорії права до літературної критики і психології, вливають на соціальне конструювання гендеру та соціум загалом.
В історії фемінізму від прото- та суфражизм до фемінізму другої, третьої та четвертої хвиль, на стиках культур розвинулися численні феміністичні рухи та ідеології з різними точками зору та цілями, що доповнюють основну феміністичну думку репрезентаціями кольорових, негетеросексуальних, ісламських жінок, екологічних та інших проблем.
Феміністкою або феміністом є людина, яка обстоює права людини для жінок, активно долучається до поширення феміністичних принципів. Людину, що підтримує деякі ідеї фемінізму, або не бере участі в суспільному русі, називають профеміністкою або профеміністом.
Хоча феміністична правозахисна діяльність була і є зосереджена на правах жінок, деякі феміністки (белл гукс, Кессі Джей, Кеті Янг) відстоюють включення чоловічого звільнення до кола її цілей, вважаючи, що чоловіки теж страждають від гендерних ролей та стереотипів і залучення їх до фемруху піде на користь соціуму.

## Етимологія

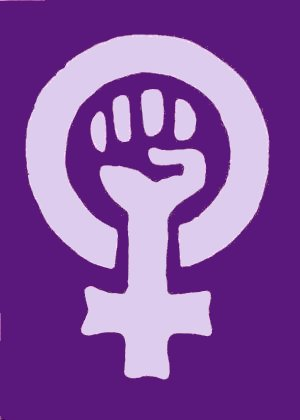
Символ фемінізму — модифіковане дзеркало Венери

Створення слова «féminisme» приписують Шарлю Фур'є в 1837 році. Слова «féminisme» та «féminist» вперше з'явилися у Франції та Нідерландах у 1872 році, у Великій Британії в 1890-х і в США у 1910 році. Залежно від періоду, культури та країни, послідовниці фемінізму мали різні мотиви та цілі. Більшість західних історикинь фемінізму вважають феміністичними всі рухи, які борються за визнання прав жінок, навіть якщо вони самі не вживали(-ють) цей термін щодо себе. Інші дослідниці фемінізму стверджують, що термін стосується сучасного руху, а ранні рухи називають «протофеміністичними».

### Українська специфіка
Попри лінгвістично коректний переклад прикметника feminist як феміністський (-а, -е), у вітчизняному слововжитку частіше зустрічається варіант феміністичний.

## Історія фемінізму

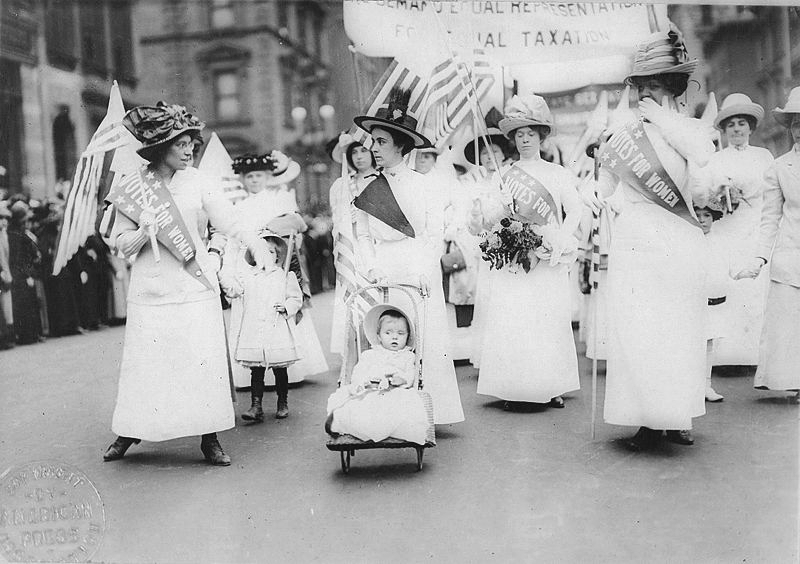
Парад суфражисток у Нью-Йорку, 6 травня 1912 року

Історія сучасних західних фемрухів ділиться на три (іноді чотири) «хвилі», кожна з яких мала справу з різними завданнями боротьби. Перша хвиля включає суфражистські рухи ХІХ і початку ХХ ст. за виборчі права для жінок. Після успіху суфражисток наступні етапи тривають досі. Друга хвиля (з 1960-х), пов'язана з жіночим визвольним рухом, у пошуках причин нерівності розробила теорію фемінізму і продовжує виборювати правову і соціальну рівність для жінок, ліквідацію насильства проти жінок та системної дискримінації. Третя хвиля (з 1990-х) доповнює другу інтерсекційно, четверта (з 2010-х) залучає в боротьбу соціальні медіа. Постфемінізм та антифемінізм представляють рефлексію фемінізму та беклеш, передовсім реакцію на другу хвилю.

### Перша хвиля (суфражизм): ХІХ і початок ХХ ст.

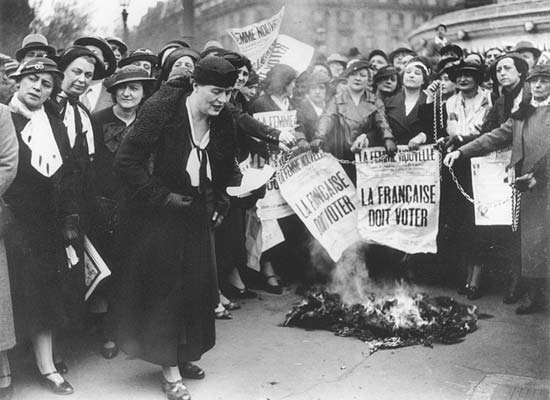
Луїза Вайс з паризькими суфражистками, 1935 рік. Газетний заголовок: «Француженка повинна голосувати»

Термін «перша хвиля» впроваджено постфактум, щоб класифікувати ці західні рухи після того, як термін друга хвиля фемінізму стали вживати для опису нового руху, що боровся проти фактичної соціальної, культурної і політичної нерівности.

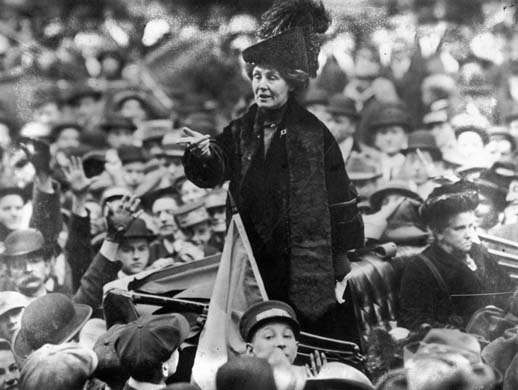
Після продажу свого будинку Еммелін Панкгерст подорожувала з промовами Великою Британією і США (Нью-Йорк, 1913)

У Нідерландах Вільгельміна Друкер (1847—1925) успішно боролася за голосування і рівні права для жінок, заснувавши політичні і феміністичні організації

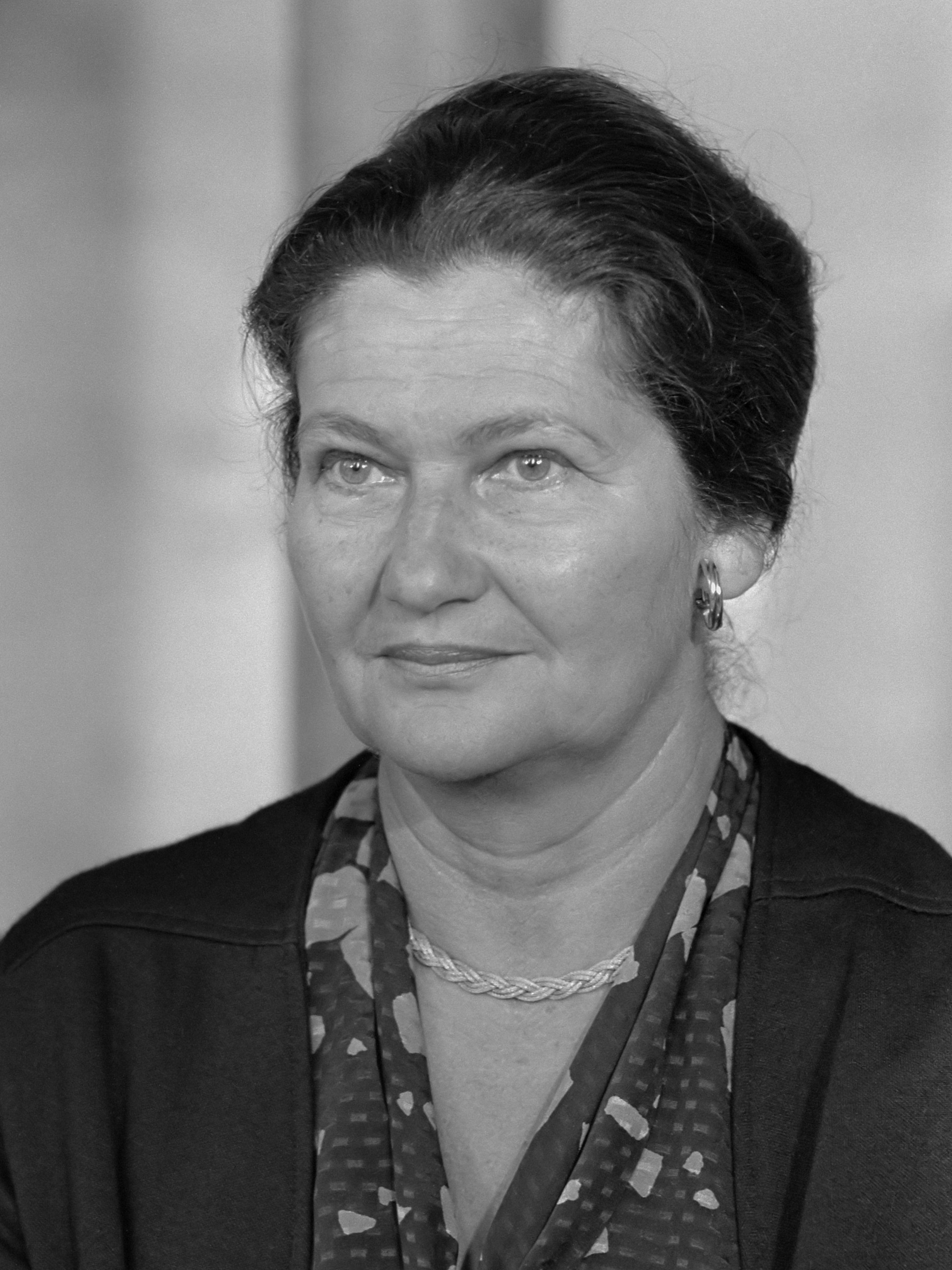
Симона Вейль (1927—2017), міністерка охорони здоров'я Франції (1974-79), полегшила доступ до контрацептивів та легалізувала аборти (1974-75)

Від кінця ХІХ ст. феміністки фокусувалась на доступі жінок до політичної влади, перш за все виборчих прав, хоча деякі активно агітували і за сексуальні, репродуктивні та економічні права. У Великій Британії і зрештою США суфражизм виборював договірні, шлюбні, батьківські (материнські) та майнові права. До кінця ХХ ст. суфражизм досяг реформ у законодавстві.
Британський Акт про опіку над дітьми 1839 року представив Доктрину перших років життя вперше дав жінкам право опіки над власними дітьми. Акт власності одружених жінок 1870 року і розширений закон 1882 року стали зразками законів для інших британських територій. Наприклад, штат Вікторія прийняв закон 1884 року, Новий Південний Уельс у 1889 році, а інші австралійські колонії між 1890 і 1897. Виборче право у Британії вперше вибороли жінки австралійських колоній: самоврядні колонії в Новій Зеландії надали жінкам право голосу в 1893 році, а в Південній Австралії право обирати і бути обраними на парламентські посади в 1895 році. В Австралії жінки змогли голосувати у 1902 році.
Суфражетки і суфражистки Англії домоглися прийняття 1918 року Акту про народне представництво (могли голосувати жінки від 30 років, котрі володіли нерухомістю), що у 1928 році поширився на всіх жінок від 21 року. Еммелін Панкгерст, найпомітніша британська активістка, одна з 100 найважливіших людей 20-го століття (Тайм), «сформувала уявлення про сучасних жінок, розхитала суспільство до нової моделі, від якої не може бути ніякого повернення».
Лідерками фемінізму в США були Лукреція Мотт, Елізабет Кеді Стентон і Сьюзен Ентоні, кожна з яких боролася за скасування рабства перед тим, як відстоювати право голосу для жінок. Ці діячки дотримувалися ідей квакерського богослов'я про духовну рівність чоловіків і жінок перед Богом. Вважається, що в США перша хвиля фемінізму закінчилася з прийняттям Дев'ятнадцятої поправки до Конституції (1919), яка надала жінкам право голосу в усіх Штатах.
У Франції жінки отримали право голосу тільки після приходу Тимчасового уряду від 21 квітня 1944 року. Консультативна асамблея Алжиру 1944 року 24 березня запропонувала надати жінкам право бути обраними, але після внесення поправки від Фернана Греньє жінки отримали повне громадянство, включно з правом голосу. Пропозицію Греньє прийняли 51 голосом проти 16. У травні 1947 року, після листопадових виборів 1946 року, соціолог Роберт Вердьє мінімізував «гендерний розрив», заявивши в Le Populaire, що жінки не голосували узгоджено, розділившись, подібно до чоловіків, за соціальними класами.
В період пізньої династії Цін в рамках реформістських рухів, таких, як Сто днів реформ, китайські феміністки закликали до звільнення жінок від традиційних ролей і неоконфуціанської гендерної сегрегації. Пізніше Комуністична партія Китаю створила проєкти, спрямовані на інтеграцію жінок до складу робочої сили, і стверджувала, що революція успішно досягла звільнення жінок.
За даними Навара Аль-Гасана Голлі, арабський фемінізм був тісно пов'язаний з арабським націоналізмом. 1899 року Касім Амін, «батько» арабського фемінізму, написав Звільнення жінки, де закликав до правових і соціальних реформ. Він показав зв'язки між положенням жінок у єгипетському суспільстві і націоналізмом, що вело до розвитку Каїрського університету та національного руху. 1923 року Хода Шаараві заснувала Єгипетський феміністичний союз, стала його президентом і символом арабського жіночого правозахисного руху.
Перська конституційна революція 1905 року ініціювала іранський жіночий рух для забезпечення рівності в галузі освіти, шлюбу, кар'єри та юридичних прав. Однак під час Ісламської революції 1979 року багато прав, які виборов для жінок рух, систематично ліквідували (наприклад, Закон про захист сім'ї).
Під час бебі-буму стався сексистський беклеш. Обидві світові війни сприяли трудовій емансипації жінок, широко залучених у промисловість ряду країн, але в післявоєнний період їх повернули до консервативних ролей.

### Друга хвиля: середина ХХ ст.
В низці європейських країн до середини ХХ ст. жінки залишались позбавленими ряду істотних прав. Рух другої хвилі зародився на початку 1960-х для досягнення рівності за межами виборчого права, такими як ліквідація фактичної дискримінації жінок через стать у всіх областях буття, і триває донині, співіснуючи з наступними хвилями.
1963 року Бетті Фрідан опублікувала книгу Загадка жіночності, озвучивши фрустрацію американок між нав'язуваних стандартів «щасливої дружини-домогосподарки» та дефіцитом можливостей для професійної й суспільної реалізації. Книга стала іскрою, що запалила другу хвилю фемінізму в США. Фрідан читала лекції у турі 1970 року. Через 10 років після публікації жінки становили більше половини робочої сили першого світу.
Феміністки другої хвилі бачать культурну та політичну нерівність нерозривно пов'язаними і заохочують жінок розуміти аспекти власного життя як глибоко політизовані й такі, що віддзеркалюють сексистські владні структури та наслідки інституціалізованого патріархатного утиску. Фемактивістка і авторка Керол Ганіш винайшла гасло «особисте є політичним», які у другу хвилю стали синонімами.

Тим часом жительки Швейцарії отримали право голосу лише на федеральних виборах 1971 року, а в кантоні Аппенцелль — Іннерроден змогли голосувати з питань місцевого значення тільки 1991 року (кантон змушений був дозволити це під тиском Федерального суду Швейцарії). У Ліхтенштейні громадянки здобули право голосу референдумом про виборче право для жінок 1984. Три попередні референдуми, проведені у 1968, 1971 і 1973 роках, не змогли забезпечити жінкам це право.

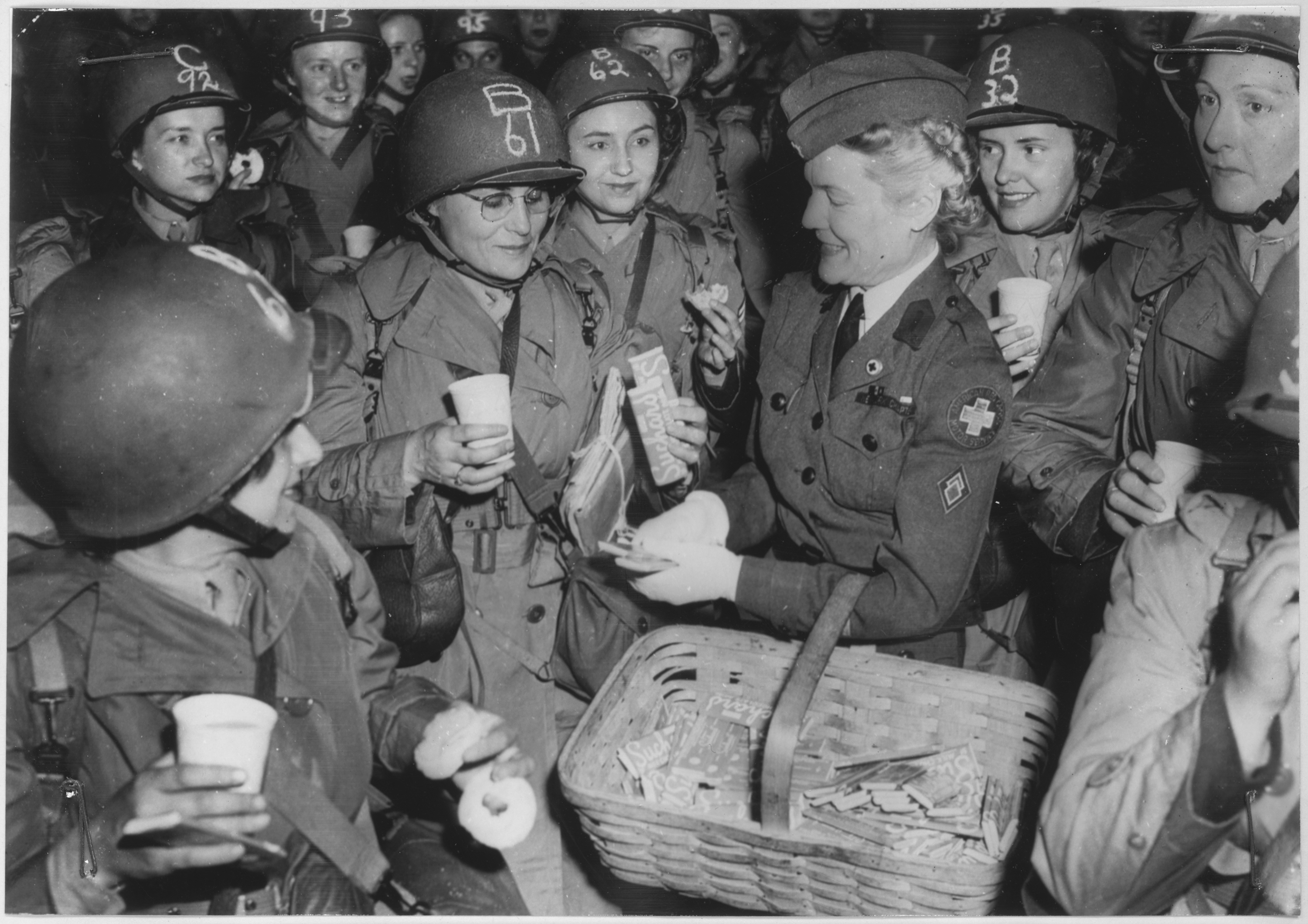
Американки доповнюють лави солдатів, що воюють у Європі, 1945

Феміністки продовжували реформу сімейного права, яке надавало чоловікам контроль над дружинами. Хоча до ХХ ст. ковертюра була скасована у Великій Британії і США, в багатьох континентальних європейських країнах одружені жінки досі мали дуже мало прав (француженка у шлюбі не могла отримати право на роботу без дозволу чоловіка до 1965 року). Феміністки домагалися скасування законодавчого «сімейне виключення» для покарань за зґвалтування, яке унеможливлювало судове переслідування чоловіків за зґвалтування своїх дружин. Зусилля феміністок першої хвилі, таких як Вольтерін де Клейр, Вікторія Вудгалл і Елізабет Кларк Волстенголм-Елмі, щоб зробити підсудним зґвалтування у шлюбі наприкінці ХІХ ст., зазнали невдачі; цього досягнуто в більшості західних країн лише у кінці ХХ ст. і досі не досягнуто в багатьох частинах світу.
Французький філософ Симона де Бовуар представила марксистське вирішення і екзистенціалістський погляд на численні питання фемінізму, опублікувавши культову працю Друга стать (1949). Ця монографія виражала феміністичне почуття несправедливості, провістивши фемінізм другої хвилі.
Друга і третя хвилі Китаю переоцінювали ролі жінок під час комуністичної революції та інших реформаторських рухів. Знову дискутувалося, чи рівності вже справді вповні досягнуто.
1956 року президент Ґамаль Абдель Насер у Єгипті ініціював «державний фемінізм», який заборонив дискримінацію за статтю і надав жінкам виборче право, але водночас заблокував політичний активізм феміністичних лідерок. Під час президентства Анвара Садата перша леді Джехан Садат публічно висловилася за необхідність розширення жіночих прав, хоча єгипетська політика і суспільство почали відходити від рівності разом з новим ісламістським рухом і зростанням консерватизму. Втім, активістки започаткували ісламський фемінізм, який виступає за рівність жінок в рамках ісламу.
У Латинській Америці революції привнесли зміни в положення жіноцтва у таких країнах, як Нікарагуа, де феміністична ідеологія в ході Сандиністської революції допомогла підвищити рівень життя жінок, але не змогла досягти соціальних та ідеологічних змін.

### Третя хвиля: 1990-ті

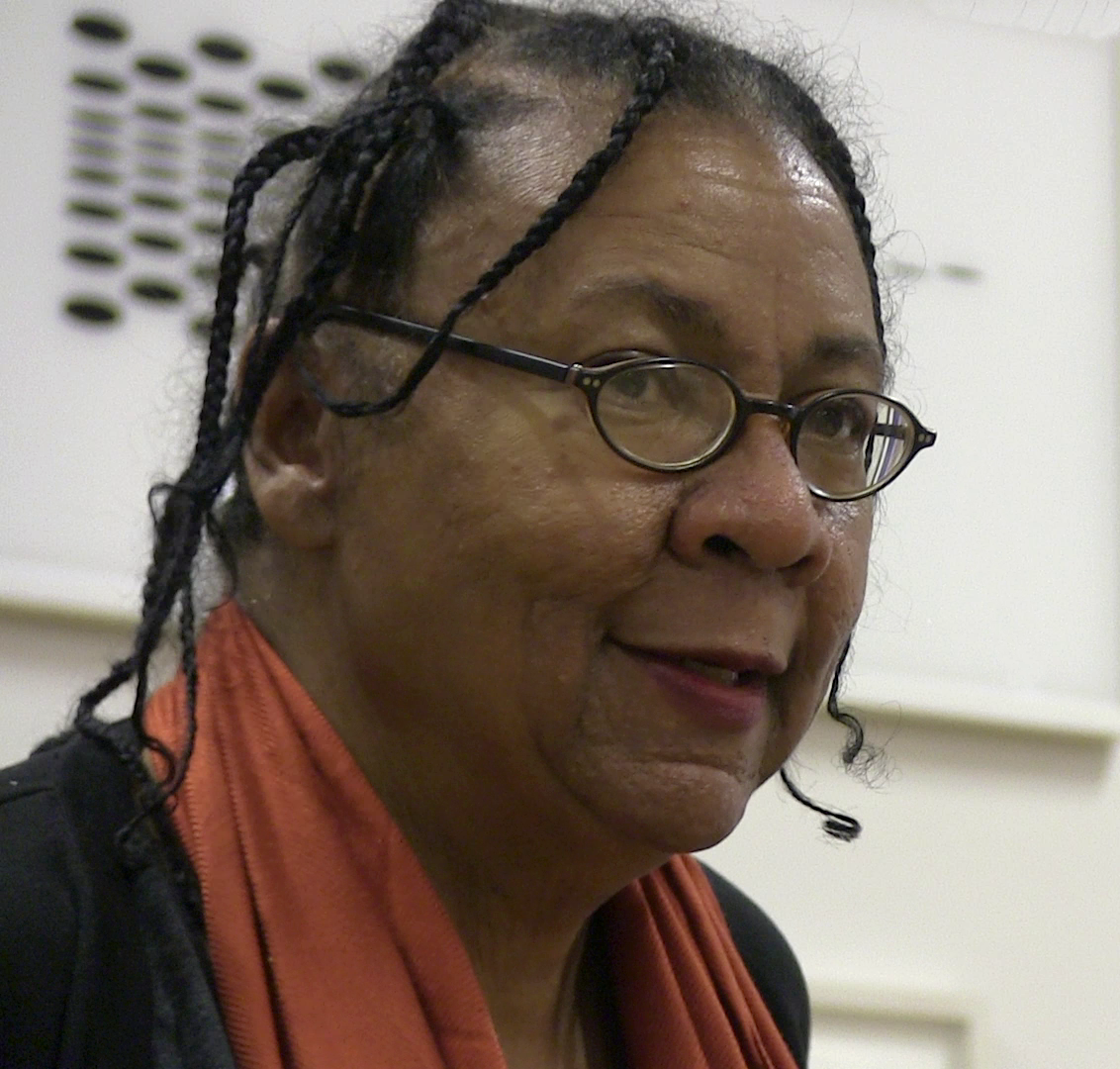
Феміністська письменниця і громадська діячка белл гукс

Зародження третьої хвилі фемінізму прослідковують до появи Riot grrrl — феміністичної панк-субкультури в Олимпії (штат Вашингтон) на початку 1990-х, а також до телесвідчення Аніти Гілл (1991) перед Юридичним комітетом Сенату, який складався лише з білих чоловіків, що Кларенс Томас, кандидат до Верховного суду США, сексуально домагався її. Термін третя хвиля вжила Ребекка Вокер, відреагувавши на призначення Томаса статтею в журналі Ms. «Настання третьої хвилі» (1992):
|  | Тому я пишу це, благаючи всіх жінок, особливо жінок мого покоління: нехай призначення Томаса нагадує вам, як воно нагадує мені, що боротьба ще далеко не закінчена. Нехай це заперечення досвіду жінки розгніває вас. Перетворіть це обурення на політичну владу. Не голосувати за них, якщо вони не працюють для нас. Не займайтеся сексом з ними, не діліть з ними хліб, не турбуйтеся про них, якщо вони не ставлять на перше місце нашу свободу контролювати свої тіла та своє життя. Я не феміністка постфемінізму. Я третя хвиля. Оригінальний текст (англ.) So I write this as a plea to all women, especially women of my generation: Let Thomas’ confirmation serve to remind you, as it did me, that the fight is far from over. Let this dismissal of a woman's experience move you to anger. Turn that outrage into political power. Do not vote for them unless they work for us. Do not have sex with them, do not break bread with them, do not nurture them if they don't prioritize our freedom to control our bodies and our lives. I am not a post-feminism feminist. I am the Third Wave. |

Третя хвиля також оскаржувала «есенціалістське визначення жіночности», притаманні другій хвилі, яка репрезентувала в основному досвід білих жінок верхньо-середнього класу. Феміністки третьої хвилі часто орієнтувались на «мікрополітику» і перевизначали те, що є добре чи погано для жінок, схиляючись до постструктуралістської інтерпретації гендеру та сексуальності. Фемлідерки, закорінені в другій хвилі, такі як Глорія Анзалдуа, белл гукс, Чела Сандоваль, Черрі Морага, Одрі Лорд, Максін Гонг Кінгстон та багато інших небілих феміністок, намагалися в рамках феміністичної думки розглянути питання расових суб'єктивностей. Всередині третьої хвилі присутні дискусії між фемінізмом відмінностей, котрий стверджує існування значних відмінностей між жінками і чоловіками (котрі не відміняють потребі в рівності), і рештою феміністок, котрі не бачать між статями жодних невід'ємних психологічних відмінностей і відстоюють загальну максиму гендерних досліджень, що гендерні ролі є створеними соціально.
Теорія точки зору — феміністично-теоретичний концепт про вплив соціального положення вчених на знання. Згідно з цим, дослідницька практика і теоретична наука в усіх областях знання подають жінок з їх проблемами і досвідами та феміністичний рух як щось незначуще і відмовляються бачити традиційну науку як гендерно упереджену. Починаючи з 1980-х фемінізм точки зору стверджує, що феміністичний рух має вирішувати глобальні проблеми (такі, як зґвалтування, інцест і проституція) та культурно специфічні питання (такі як калічення жіночих геніталій чи практики «скляної стелі» та сексизм, які перешкоджають поліпшенню становища жінок), щоб зрозуміти, як гендерна нерівність взаємодіє з расизмом, гомофобією, класизмом і колонізацією в «матриці панування».

### Четверта хвиля: 2010-ті
Під четвертою хвилею розуміють відродження інтересу до фемінізму, пов'язане з соціальними медіа, що почалося біля 2012. За феміністичною науковицею Пруденс Чемберлен, у центрі уваги четвертої хвилі перебуває справедливість для жінок та протидія сексуальним домаганням і насильству проти жінок: суттю четвертої хвилі є «невіра в те, що певні ставлення все ще можуть існувати».
Четверта хвиля фемінізму, за даними Кіри Кокрейн «визначається технологією», і характеризується, зокрема, використанням Facebook, твіттеру, Instagram, YouTube, Tumblr, а також блогів, таких як Feministing, для протистояння мізогінії та досягнення гендерної рівності.
Феміністки четвертої хвилі зосередилися на питаннях домагань на вулиці і робочому місці, сексуального насильства в університетах і культури зґвалтування. Скандали навколо сексуальних домагань, насильства та вбивств жінок і дівчаток стимулювали рух. Серед цих справ: групове зґвалтування в Делі та скандал з сексуальним насиллям Джиммі Севіла 2012 року, звинувачення Білла Косбі, вбивства в Айла Вісті (2014), суд над Джіаном Гомеші (2016), звинувачення Гарві Вайнштайна (2017) і подальший ефект Вайнштайна, вестмінстерські сексуальні скандали (2017).
Серед феміністичних кампаній четвертої хвилі: Проєкт Щоденний сексизм, No More Page 3, Stop Bild Sexism, Mattress Performance (Carry That Weight), 10 годин прогулянки по Нью-Йорку як жінка, #YesAllWomen, Звільни сосок, One Billion Rising, Жіночий березень 2017, Жіночий марш 2018 і рух MeToo. У грудні 2017 року журнал Тайм обрав кількох відомих активісток, які взяли участь у русі #MeToo, що дістали назву «порушниці мовчання», Людьми року. Українським аналогом #MeToo, що набув міжнародного розголосу, став флешмоб #ЯНеБоюсьСказати у 2016 році.

### Постфемінізм
Постфемінізм описує реакції на фемінізм починаючи з 1980-х. Не будучи відкрито антифеміністичними, постфеміністки стверджують, що цілей другої хвилі досягнуто, і водночас критикують цілі третьої. Термін спершу описував беклеш проти другої хвилі, але тепер позначає ширший спектр теорій, які критикують попередній феміністичний дискурс, зокрема ідеї другої хвилі. Інші постфеміністки наполягають, що фемінізм уже не актуальний у сучасному суспільстві. За словами Амелії Джонс, постфеміністичні тексти, які з'явилися в 1980-х і 1990-х, зображували другу хвилю фемінізму як монолітну єдність. Дороті Чанн зазначає, що в постфемінізм закладене «звинувачувальне посилання», яке підриває феміністок, що продовжують вимагати гендерної рівності в «постфеміністичному» суспільстві, де «гендерну рівність (вже) досягнуто». За словами Чанн, «багато феміністок висловили занепокоєння щодо того, яким чином дискурси про права і рівність тепер використовують проти них».

## Класифікація феміністичних рухів
Термін «фемінізм» не має єдиної ідеології, всередині руху продовжують розвиватись розмаїті течії і групи. Це пов'язано з історичними прецедентами, різницями положень і суспільних статусів жінок у країнах, відмінностями історичних процесів, культурними особливостями. Багато течій перекриваються в певних аспектах; феміністки можуть включатися в декілька течій водночас.
З кінця ХХ сторіччя також з'явилися різноманітні нові форми фемінізму, багато з яких розглядаються як відгалуження трьох основних традицій, відомих як школи феміністичного мислення «Великої трійки», що зародилися й розвивалися історично: радикальний фемінізм, соціалістичний (марксистський) фемінізм та ліберальний/мейнстримний фемінізм.
| Ранні фемінізми                          | «Велика трійка» шкіл феміністичної думки | «Велика трійка» шкіл феміністичної думки | «Велика трійка» шкіл феміністичної думки | Етнічні фемінізми | Релігійні фемінізми |
| Ранні фемінізми                          | Радикальні фемінізми | Матеріалістичні фемінізми | Ліберальні (мейнстримні) фемінізми | Етнічні фемінізми | Релігійні фемінізми |
| ---------------------------------------- | --- | --- | --- | --- | --- |
| - Протофемінізм - Суфражизм - Суфражетки | - Радикальний - Сепаратистський - Лесбійський (Політичне лесбійство, Лесбійський сепаратизм, Радикальні лесбійки) - Амазонський - Анархофемінізм - Кіберфемінізм - Екофемінізм (Вегетаріанський фемінізм) | - Марксистський - Соціалістичний - Матеріалістичний - Фемінізм робочого класу - Соціальний - Пост-структуралістський (Французький) - Постмодерний - Психоаналітичний фемінізм | - Ліберальний - Культурний - Фемінізм рівності - Фемінізм відмінності - Індивідуалістський (лібертаріанський) - Фемінізм точки зору - Фемінізм справедливості - Ліпстік-фемінізм - Секс-позитивний - Трансфемінізм - Fat-фемінізм - Материнський фемінізм - Хіп-хоп-фемінізм (Феміністичний активізм у хіп-хопі) | - Постколоніальний - Туземний - Фемінізм третього світу - Транснаціональний - Мультирасовий фемінізм - Чорний - Африканський - Вуменізм (Африкана-вуменізм) - Чікана-фемінізм - Індіанський - Білий | Атеїстичний фемінізм - Вікка - Діанічна Вікка - Виправлення (неоязичництво) - Ісламський - Мусавах - Індуїстський - Буддистський - Християнський - Єврейський (Ортодоксальний) - Мормонський - Сикхський - Курдський |
| До другої хвилі                          | Фемінізми другої хвилі | Фемінізми другої хвилі | Фемінізми третьої хвилі та наступних | - Постколоніальний - Туземний - Фемінізм третього світу - Транснаціональний - Мультирасовий фемінізм - Чорний - Африканський - Вуменізм (Африкана-вуменізм) - Чікана-фемінізм - Індіанський - Білий | Атеїстичний фемінізм - Вікка - Діанічна Вікка - Виправлення (неоязичництво) - Ісламський - Мусавах - Індуїстський - Буддистський - Християнський - Єврейський (Ортодоксальний) - Мормонський - Сикхський - Курдський |

В рамках та на стиках феміністичних дискурсів, рас, культур, релігій і соціально-політичних ситуацій жіноцтва різних країн утворювались і продовжують утворюватись також специфічні феміністичні течії. Серед них: Консервативний фемінізм, Аналітичний фемінізм, Глобальний фемінізм, Гендерний фемінізм, Мережевий фемінізм, Антиабортний фемінізм, Фемінізм жертви, Новий фемінізм, Неофемінізм, Постфемінізм.

Символіка деяких феміністичних рухів
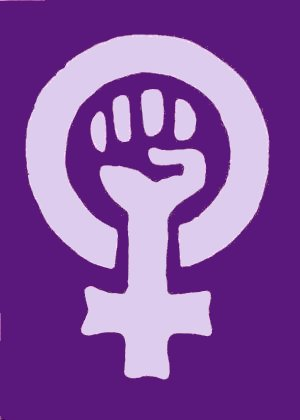
Символ фемінізму
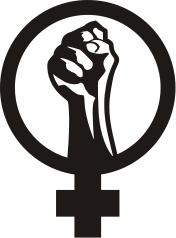
Радикальний фемінізм
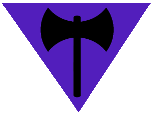
Лесбійський сепаратизм
Анархо-фемінізм
Ісламський фемінізм
Ромський фемінізм
Феміністська філософія
Мистецтво і фемінізм
Проти жіночого обрізання
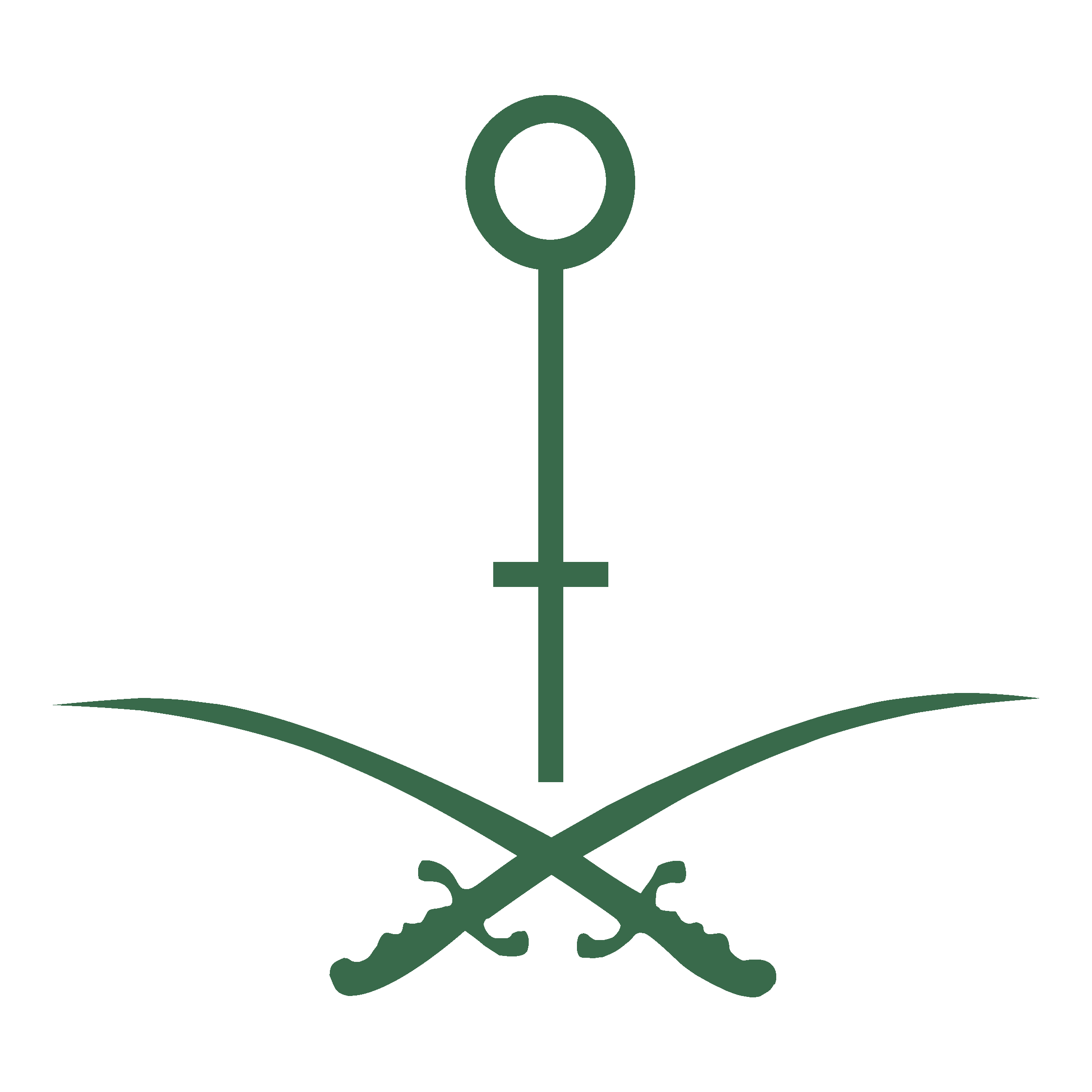
Жінки Саудівської Аравії
Жіноче здоров'я

### Соціально-конструктивістські
Наприкінці ХХ ст. різні феміністки почали доводити, що гендерні ролі соціально сконструйовані і що не можна узагальнювати досвід жінок в різних культурах та історії.
- Пост-структуралістський фемінізм[en] спирається на філософію постструктуралізму та деконструкції, щоб стверджувати, що поняття «гендер» створюється в соціальному і культурному відношенні, за допомогою дискурсу[101].
- Постмодерні феміністки також підкреслюють соціальне конструювання гендерної та дискурсивної природи реальності[98]; однак, як зазначає Памела Ебботт[en] зі співавторками, постмодерний підхід до фемінізму підкреслює «існування багатьох істин (а не просто чоловічої і жіночої точок зору)»[102].

Сучасні дослідниці історії фемінізму також класифікують фемінізми за різними критеріями. Тамара Марценюк наводить «одну з найретельніших класифікацій» соціологині Джудіт Лорбер, котра групує фемінізми останнього 50-ліття в три дискурси, залежно від розв'язання проблеми гендерної нерівності:
- Фемінізми ґендерного реформування (reform) кореняться в філософії лібералізму з акцентом на індивідуальні права, працю жінок у приватній та культурній сферах. Змінити зміст, але не структуру гендерної ієрархії.
- Фемінізми ґендерного спротиву (resistance) зосереджені на специфічній поведінці та груповій динаміці, за допомогою якої жінок утримують у підпорядкованій позиції, навіть у (суб)культурах, які заявляють про підтримку рівности. Питання насильства, сексуального підпорядкування, жіночого досвіду в центрі знання й культури. Патріархат критикується, проте стратегія — дистанціювання від нього.
- Фемінізми ґендерного повстання (rebellion) прагнуть зламати патріархатний суспільний лад шляхом деконструкції його базових понять і категорій (поділ людей на гендери) та аналізу культурного відтворення[en] нерівностей. Множинні стратифікації, політики ідентичностей.[104]

|                                   | Течія фемінізму                         | Джерела гендерної нерівності                                                                                         | Засоби правового захисту                                               | Внесок течії у феміністичну теорію                                                                     |
| --------------------------------- | --------------------------------------- | --- | ---------------------------------------------------------------------- | --- |
| Фемінізми ґендерного реформування | Ліберальний фемінізм                    | Гендерна стереотипізація та знецінювання жінок, сегрегація праці за статтю                                           | Гендерно-нейтральна освіта, позитивні дії, відповідальне батьківство   | Увага до дискримінації жінок і стратифікації, жінки у публічній сфері                                  |
| Фемінізми ґендерного реформування | Марксистський і соціалістичний фемінізм | Експлуатація жінок для сім'ї, жінки як резервна армія праці                                                          | Державна підтримка жінок і дітей, рівна оплата праці                   | Проблематизація неоплачуваної репродуктивної праці, держава загального добробуту                       |
| Фемінізми ґендерного реформування | Фемінізм розвитку                       | Жіночі традиційні економічні ресурси на противагу колоніалізму, патріархатні сімейні структури та культурні практики | Освіта для дівчаток, ліквідація «жіночого обрізання»                   | Значення економічних ресурсів для соціального статусу жінки                                            |
| Фемінізми ґендерного спротиву     | Радикальний фемінізм                    | Патріархат, насильство проти жінок, порнографія, проституція, об'єктивація жінок у медіа                             | Закони проти зґвалтування та побиття, сприйняття розмаїття жіночих тіл | Теорія патріархату, жіночі студії, теорія фемінізму, проблематизація насильства проти жінок            |
| Фемінізми ґендерного спротиву     | Лесбійський фемінізм                    | Панівна гетеросексуальність, панування чоловіків у жіночих соціальних просторах                                      | Women-only робочі місця та культурні простори, політичне лесбійство    | Критичний аналіз гетеросексуальної любові, вивчення жіночої сексуальності                              |
| Фемінізми ґендерного спротиву     | Психоаналітичний фемінізм               | Ґендеровані структури особистості, панування андроцентричних фалоцентричних ідей                                     | Спільне виховання дітей, жіночі емоції та сексуальність у культурі     | Несвідомі джерела маскулінності та фемінності                                                          |
| Фемінізми ґендерного спротиву     | Фемінізм точки зору                     | Жіноча перспектива та досвіди у виробництві знань не враховуються                                                    | Жінки в центрі уваги досліджень, жіноча історія                        | Виклик універсальності наукового «факту», феміністична наука                                           |
| Фемінізми ґендерного повстання    | Мультирасовий фемінізм                  | Інтерсекційності, расова та етнічна субординації                                                                     | Увага до субординованих груп                                           | Критичний аналіз множинної системи підпорядкувань, перехресних дискримінацій                           |
| Фемінізми ґендерного повстання    | Чоловічий фемінізм                      | Інституційні чоловічі привілеї                                                                                       | Чоловіки відповідають за свою агресивну поведінку та насильство        | Визнання того, що чоловіки дискримінують інші групи                                                    |
| Фемінізми ґендерного повстання    | Соціально-конструктивістський фемінізм  | Соціальне конструювання гендерних відмінностей                                                                       | Виклик ґендерованій поведінці в повсякденному житті                    | Особиста взаємодія з інституційними рамками, соціальне конструювання сексуальності та контроль над нею |
| Фемінізми ґендерного повстання    | Постмодерний фемінізм і квір-теорія     | Бінарний поділ соціального світу на привілейовані ґендери та сексуальності                                           | Квіровані тіла, сексуальності та ґендери                               | Квір-теорія і термінологія                                                                             |

### Політичні фемінізми
Деякі відгалуження фемінізму йдуть у фарватері політичних уподобань суспільства загалом, таких як лібералізм і консерватизм, або зосереджуються на навколишньому середовищі.
- Консервативний фемінізм[en] є консервативним щодо суспільства, в якому він існує.
- Лібертаріанський фемінізм розглядає жінок як власниць самих себе, які мають право на свободу від примусового втручання[105].
- Сепаратистський фемінізм не підтримує гетеросексуальних стосунків. Лесбійський фемінізм, таким чином, тісно пов'язаний з ним[15].
- Екофемінізм вбачає причину пригнічення жінок і руйнування довкілля у чоловічому контролі над Землею. Екофемінізм критикували за надмірне зосередження на містичному зв'язкові між жінкою та природою[106].

#### Радикальний фемінізм

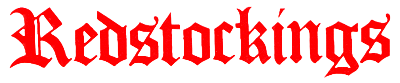
— нью-йоркська радфем-група, діяла з 1969 року

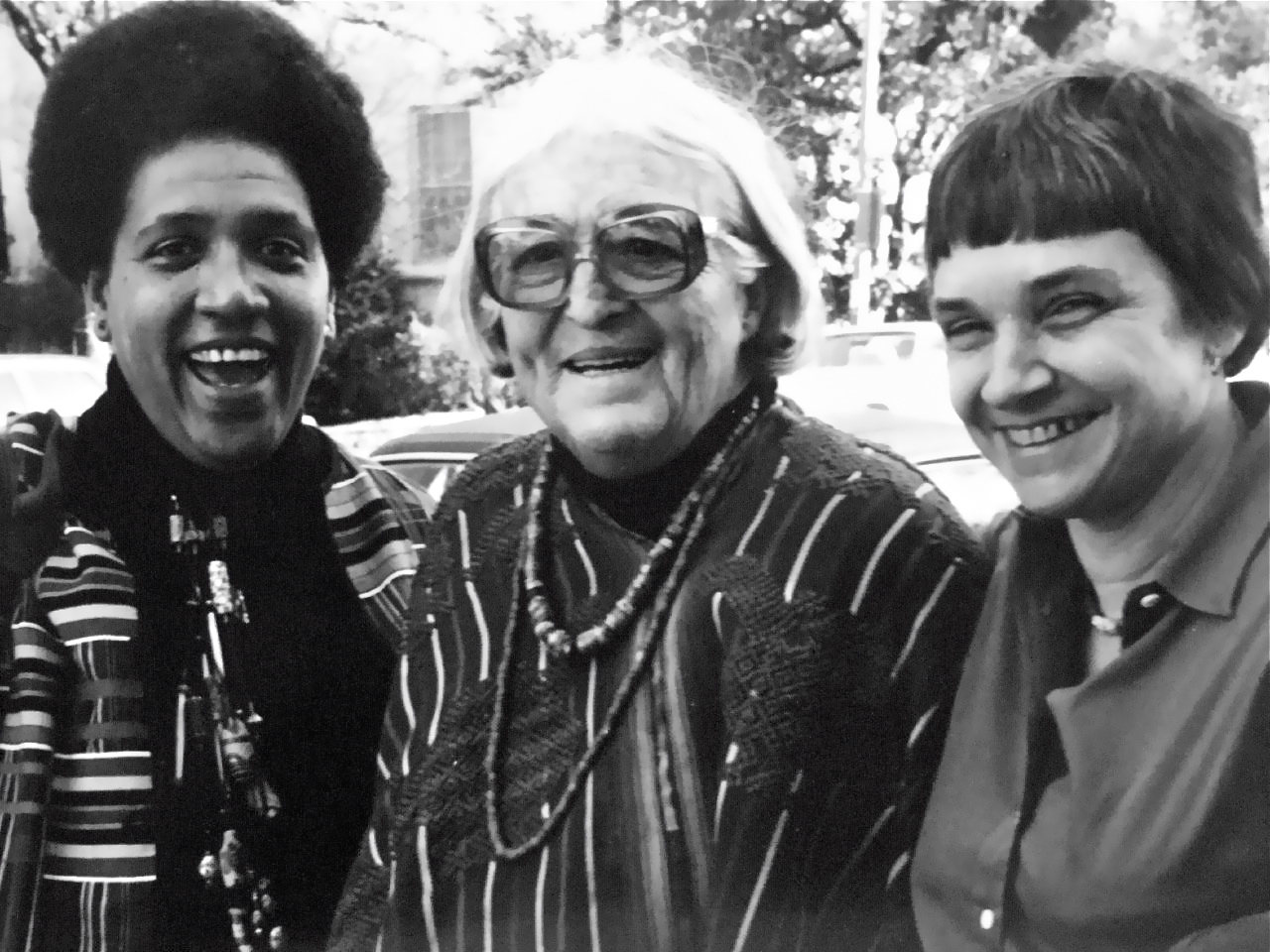
Одрі Лорд, Мерідель ле Сюр, Адріана Річ, 1980 рік

Один з ключових та найбільш послідовний із феміністичних напрямків, розглядає патріархатну капіталістичну ієрархію як визначальну рису утиску жінок, а загальне викорінення та реконструкцію суспільства як необхідність. Залежно від поглядів радикальні феміністки пропонують шляхи виходу з поточної ситуації системного утиску:
- феміністична революція з метою кардинальної зміни моделі стосунків між чоловіками та жінками і переходу від патріархату до матріархату (захоплення влади);
- феміністичний сепаратизм, заснований на самоізоляції жінок від чоловіків;
- заміна чоловічої культури на жіночу;
- створення типу культури, що об'єднує обидві моделі культури.

#### Ліберальний фемінізм
Ліберальний фемінізм домагається рівності жінок та чоловіків через політичні і правові реформи без зміни структури суспільства. Це індивідуалістичний напрямок у фемінізмі, що фокусується на здатності жінок досягати рівних прав з чоловіками на основі власних дій і рішень. Ліберальний фемінізм використовує особисту взаємодію між чоловіками і жінками як відправну точку, від якої йде перетворення суспільства. На думку ліберальних феміністок, всі жінки повинні мати право бути рівними з чоловіками.
Багато в чому така позиція виходить з класичної концепції Просвітництва про побудову суспільства на принципах розуму і рівність можливостей. Застосування цих принципів до жінок поклало основу ліберального фемінізму, що розвивався в XIX столітті такими вченими, як Джон Стюарт Мілль, Елізабет Кейді Стентон. Тому особливо важливим для них було питання про право власності для жінки як одне з основних прав, що гарантують незалежність жінки від чоловіка.
Виходячи з цього, зміни становища жінок можуть здійснюватися без радикальної зміни суспільних структур, як це припускають інші напрямки фемінізму. Для ліберальних феміністок важливі такі питання: право на аборт, питання про сексуальні домагання, можливість рівноправного голосування, рівність в освіті, «рівна оплата за рівну працю», доступність догляду за дітьми, медичного обслуговування, залучення уваги до проблеми сексуального та побутового насильства стосовно жінок.
Критика фокусується на відмові лібфему від протистояння агресору та неамбіційних цілях. Кетрін Роттенберг стверджувала, що неоліберальна сорочка в ліберальному фемінізмі призвела до того, що це індивідуальна форма фемінізму, а не колективна, і до відмови від соціальної нерівності. Через це вона стверджує, що ліберальний фемінізм не може запропонувати будь-якого стійкого аналізу структури чоловічого домінування, влади чи привілеїв.
Представниці: Мері Волстонкрафт («На захист прав жінок», 1792), Джудіт Сарджент Мюррей, Френсіс Райт, Джон Стюарт Мілль («Поневолення жінок», 1851), Гаррієт Тейлор-Мілль, Елізабет Кеді Стентон («Декларація переконань», 1848), Гаррієт Табмен, Сьюзен Ентоні, Люсі Стоун, Джозефіна Батлер, Бетті Фрідан («Загадка жіночності», 1963), Марта Нуссбаум, Наомі Вульф, Ребекка Вокер.

### Матеріалістичні
За словами Розмарі Геннессі і Кріса Інгрема, матеріалістичні форми фемінізму виросли із Західної марксистської думки і надихали різні (але такі, що перетинаються) рухи, які беруть участь у критиці капіталізму і орієнтовані на ставлення ідеології до жінок.
- Марксистський фемінізм[en] стверджує, що капіталізм є основною причиною утиску жінок, і що дискримінація жінок у сімейному житті і зайнятості є наслідком капіталістичної ідеології[109].
- Соціалістичний фемінізм відрізняється від марксистського, стверджуючи, що жіночого звільнення можна досягнути тільки шляхом викорінення економічних та культурних джерел гноблення жінок[110].
- Анархо-фемінізм вважає, що класова боротьба і анархізм проти держави[111] вимагають боротьби проти патріархату, який походить від примусової ієрархії.

### Кольорові та постколоніальні
Sara Ahmed стверджує, що чорний та постколоніальний фемінізми пропонують піддати сумніву «декотрі з організуючих постулатів західної феміністичної думки». Протягом більшості своєї історії фем-рухи та теоретичні розробки очолювались переважно білими жінками з середнього класу зі Східної Європи та Північної Америки. Тому жінки інших рас пропонують інші фемінізми. Цей тренд розвинувся у 1960-х з правозахисного руху в США та колапсу європейського колоніалізму в Африці, на Карибах, частинах Латинської Америки та Південної Азії. Відтоді жінки країн, що розвиваються, постколоніальних та кольорових-багатонаціональних чи котрі живуть у бідності, запропонували доповнення до фемінізму.
- Вуменізм[en] з'явився після ранніх фемрухів, що були в основному білими та з середнього класу.
- Постколоніальні феміністки[en] стверджують, що колоніальний натиск та західний фемінізм маргіналізували постколоніальних жінок, але не зробили їх пасивними чи безголосими.
- Фемінізм третього світу[en] та туземний[en] тісно пов'язані з постколоніальним фемінізмом. Ці ідеї також перетинаються з африканським фемінізмом (його оптики: motherism, stiwanism, nego-feminism, femalism), транснаціональним фемінізмом[en] та африкана-вуменізмом[en].

### Соціально-конструктивістські
Наприкінці ХХ ст. різні феміністки почали доводити, що гендерні ролі соціально сконструйовані і що не можна узагальнювати досвід жінок в різних культурах та історії.
- Пост-структуралістський фемінізм[en] спирається на філософію постструктуралізму та деконструкції, щоб стверджувати, що поняття «гендер» створюється в соціальному і культурному відношенні, за допомогою дискурсу[101].
- Постмодерні феміністки також підкреслюють соціальне конструювання гендерної та дискурсивної природи реальності[98]; однак, як зазначає Памела Ебботт[en] зі співавторками, постмодерний підхід до фемінізму підкреслює «існування багатьох істин (а не просто чоловічої і жіночої точок зору)»[102].

Феміністичні погляди на трансгендерність різняться:
- Деякі (наприклад, радикальні) феміністки не розглядають транс-жінок як жінок[112], оскільки вони мають чоловічі привілеї через свою стать[113], не мали досвіду гендерної соціалізації як жінка (тобто досвіду утиску). Крім того, ряд фемінізмів відкидають «трансгендерність» через те, що поведінкові відмінності між чоловіками і жінками (тобто гендер) є результатом соціалізації[114]. Врешті, транс-жінки, що не здійснили повного переходу (і мають чоловічі геніталії), не мають допускатися в питомо жіночі простори, такі як вбиральні, спальні дівчаток, жіночі роздягальні тощо. За даною логікою фемінізм має займатися захистом прав жінок, а транс-фемінізм правами трансжінок.
- Попри вищевказане, трансфеміністки наполягають, що звільнення транс-жінок є необхідною частиною феміністичного порядку денного[115]. Ключове поняття в транс-фемінізмі це трансмізогінія[116],[117][118]. Фемінізм третьої хвилі загалом лояльніший до транс-прав[119].

### Культурні
- Riot grrrl зайняв антикорпоративну позицію самодостатності[en] та самозабезпеченості[120]. Акцент Riot grrrl на універсальній жіночій ідентичності та сепаратизмі часто здається тісніше пов'язаним з другою хвилею фемінізму, ніж з третьою[121]. Цей рух викликав і поставив у «центр точку зору дівчаток-підлітків», дозволяючи їм проявити себе повною мірою[122].
- Ліпстік фемінізм — культурний рух, що виріс з реакції спротиву радикальному фемінізму 1960-х і 1970-х, повертаючи символи «жіночої особистості» (тобто гендер), такі як макіяж, відвертий одяг і сексуальну привабливість як цінні і такі, що розширюють можливості особистого вибору[123][124].

## Теорія фемінізму та феміністична наука
Феміністична теорія є розширенням фемінізму в наукову та філософську царини. Міждисцплінарні дослідження в більшості відомих галузей (наприклад, антропологія, соціологія, економіка, жіночі дослідження, літературна критика, мистецтвознавство, філософія) аналізують гендерну нерівність, фокусуючись на гендерній політиці, владних відносинах (патріархаті) та сексуальності, дискримінації, стереотипізації, об'єктивації (сексуальній) та утиску.
Сучасна фемтеорія ґрунтується на теорії соціального конструктивізму і розглядає гендер (та расу) не як природні сутності, а як політичні конструкти — продукти усталених способів мислення, що підтримують відносини влади між соціальними групами. Критикуючи повсякденні уявлення про стать і расу як об'єктивну даність, що існують поза історією і політикою, феміністичні дослідження документують і простежують, як у період з XVII по XIX століття біологію використовували в політичних цілях для виправдання расових і гендерних ієрархій та нерівного розподілу влади і ресурсів між соціальними групами. Тобто, ключовим для фемтеорії є розуміння «гендеру» та інших соціальних відмінностей не як природних даностей, а як векторів влади.
Один з ключових елементів сучасної феміністичної теорії — теорія інтерсекційності: різні форми утиску (сексизм і патріархат, расизм, капіталізм, гетеросексизм) мають системний характер, пронизують все суспільство, всі соціальні інститути і рівні соціальної взаємодії, зміцнюють і підтримують одна одну.
До найважливіших рис фемтеорії належить послідовна критика традиційного наукового знання. Феміністична теорія критикує традиційну філософію, науку, літературу та інші «авторитетні» способи опису світу, що створюються з точки зору соціально-привілейованих чоловіків; численні феміністичні дослідження показують, що традиційна філософія і наука відображають украй обмежений погляд на світ та інтереси цієї соціальної групи (що маскує свою упередженість і обмеженість конструктами «наукової неупередженості»). З перспективи феміністичної теорії знання завжди залежить від соціальної позиції тих, хто його виробляють, та відображає їх погляд на світ, а значить, і їх інтереси; знання в принципі не може бути неупередженим, нейтральним і аполітичним. Досягнення справжньої об'єктивності можливе за рахунок створення можливостей для співіснування і полілогу різних видів і форм знання, вироблених людьми з різних соціальних позицій.
У галузі літературної критики Елейн Шоволтер описує розвиток фемтеорії як такої у три фази. У фазі «феміністичної критики» феміністична читачка вивчає ідеології, приховані за літературними явищами. У «гінокритицизмі» «жінка є виробницею текстуального сенсу». Остання фаза «гендерної теорії», в якій «розглядаються ідеологічні написи і літературний вплив статі/гендерної теорії».
Паралельно французькі структуралістські феміністки 1970-х розробили концепцію Écriture féminine (жіночне письмо). Елен Сіксу стверджує, що письмо і філософія є фалоцентричними, і з іншими французькими феміністками, такими як Люс Ірігаре, підкреслює «письмо від тіла» як підривну практику. Робота Юлії Кристевої, феміністичної психоаналітикині і філософині, і Брахи Еттінгер, художниці і психоаналітикині, вплинули на фемтеорію загалом і зокрема на феміністичну літературну критику. Пізніші теорії фемінізму, наприклад, за авторством Лізи Люсіль Овенс, зосередилися на характеристиці фемінізму як універсального руху за емансипацію.
За словами Сандри Гардінг, «моральні і політичні висновки з жіночого руху надихнули соціологів і біологів піднімати гострі питання про шляхи, якими традиційні дослідники пояснювали стать, секс і стосунки всередині і між соціальним та природним світами». Ряд феміністичних теоретикинь, зокрема Рут Габбард і Евелін Фокс Келлер, критикувати традиційну риторику науки як історично упереджену на користь чоловічої точки зору. Частиною порядку денного феміністичних досліджень є вивчення способів, якими всередині наукових і академічних інституцій створюються або зміцнюються нерівності. Фізик Ліза Рендалл, призначена до складу цільової групи в Гарварді президентом Лоуренсом Саммерсом після свого спірного диспуту про те, чому жінки можливо недостатньо представлені в науці і техніці, сказала: «Я просто хочу бачити, як ціла купа нових жінок розпочали роботу в цій галузі, щоб ці питання більше не підіймались».
Лінн Ганкінсон Нельсон зазначає, що феміністичні емпірики знаходять фундаментальні відмінності між досвідом чоловіків та жінок. Вони прагнуть отримати знання на основі вивчення досвіду жінок, і «розкрити наслідки упускання, неправильного опису або знецінення їх», щоб відзвітувати про реальний діапазон людського досвіду. Інша частина порядку денного фемдосліджень полягає у виявленні шляхів, якими нерівності створюються або зміцнюються в суспільствах та в академії. Попри заклики приділяти більше уваги структурам гендерної нерівності в науковій літературі, структурний аналіз гендерних упереджень рідко з'являється у часто цитованих психологічних журналах, особливо в зазвичай досліджуваних галузях психології та особистості.
Однією з речей, за яку критикують феміністичну епістемологію, є те, що вона дозволяє соціальним та політичним цінностям впливати на свої висновки. Сьюзен Гаак також вказує на те, що феміністична епістемологія зміцнює традиційні стереотипи про жіноче мислення (інтуїтивне, емоційне і т. д.); Меера Нанда застерігає, що це може насправді загнати жінок в рамки «традиційних гендеррних ролей і допомогти виправдати патріархат».

### Біологія
Сучасний фемінізм кидає виклик есенціалістському погляду на гендер як на обмежений рамками біології. У книзі Міфи гендеру Енн Фаусто-Стерлінг досліджує припущення, які втілилися в наукові дослідження, що підтримують біологічно есенціалістський погляд на гендер. У роботі Омани гендеру Корделія Файн ставить під сумнів докази існування вродженої біологічної відмінності між чоловічим і жіночим розумом, стверджуючи натомість, що причиною відмінностей між людьми є культурні і соціальні переконання, які зазвичай і сприймаються як статеві відмінності.

### Феміністична психологія
Фемінізм у психології виник як критика домінантного чоловічого погляду на психологічні дослідження, де вивчалися тільки чоловічі перспективи і всі досліджувані були чоловіками. Коли дослідниці почали здобувати докторські ступені з психології, жінки та їхні проблеми увійшли в тематику психологічних досліджень. Феміністична психологія підкреслює важливість соціального контексту, життєвого досвіду та якісного аналізу. Такі проєкти, як Феміністичні голоси психології, з'явилися під впливом феміністичних психологинь.

## Сексуальність
Феміністичні погляди на сексуальність різняться і були різноманітними в різних історичних періодах та культурних контекстах. Феміністичне ставлення до жіночої сексуальності розвивалося в кількох різних напрямках. Такі питання, як проституція, секс-індустрія, порнографія, сексуалізація в ЗМІ та медів, згода на секс в умовах чоловічого домінування, були найбільш спірними. Ця дискусія досягла найвищої точки наприкінці 1970-х і в 1980-х у процесі так званих феміністичних секс-воєн, які розв'язав анти-порнографічний фемінізм проти секс-позитивного фемінізму, і ці дебати глибоко розкололи феміністичний рух. Феміністки зайняли різні позиції щодо різних аспектів сексуальної революції 1960-х і 1970-х. Протягом 1970-х велика кількість впливових жінок прийняли лесбійок і бісексуалок як частину фемінізму.

### Секс-індустрія: проституція та порнографія
Думки феміністок про секс-індустрію мало не полярні. Більшість течій фемінізму на чолі з радикальним та антипорнографічним критикують секс-індустрію, вважаючи її інструментом системної експлуатації жінок патріархальними соціальними структурами, які посилюють сексуальні та культурні стереотипи, замішані у зґвалтуванні й сексуальних домаганнях. З іншого боку, феміністки, які підтримують хоча б частину секс-індустрії, стверджують, що вона може бути середовищем феміністичного вираження і способом для жінок взяти під контроль свою сексуальність.
Таким чином, феміністичні погляди на порнографію з якісної точки зору перебувають в діапазоні від її засудження як форми насильства проти жінок до використання деяких її форм як засобу емпаверменту, тоді як кількісно більшість феміністок різко засуджує секс-індустрію. Аналогічно розподілені погляди на проституцію.

### Жіноча сексуальна автономія
Для фемінізму право жінки контролювати власну сексуальність є ключовим питанням. Такі феміністки, як Кетрін Маккіннон, стверджують, що жінки мають дуже мало контролю над власним тілом, а жіночу сексуальність у патріархальних суспільствах значною мірою контролюють і визначають чоловіки. Феміністки стверджують, що сексуальне насильство з боку чоловіків часто корениться в ідеології чоловічого статевого права, і що ці системи надають жінкам дуже мало законних варіантів відмовити сексуальним домаганням. У багатьох культурах чоловіки не вважають, що жінка має право відхилити сексуальні домагання чоловіка або прийняти самостійне рішення про участь у сексі. Феміністки стверджують, що у всіх культурах так або інакше переважають ідеології, які значною мірою позбавляють жінок права вирішувати, як висловити свою сексуальність, тому що чоловіки у патріархаті вважають правомірним визначати секс на своїх умовах. У багатьох частинах світу, особливо в консервативних та релігійних культурах, шлюб розглядають як інститут, який вимагає від дружини бути сексуально доступною будь-коли, практично без обмежень; таким чином, насильницький або примусовий секс із дружиною не вважають злочином чи навіть неправомірною поведінкою. В ліберальніших культурах це право набуває форми загальної сексуалізації всієї культури, проявляючись у сексуальній об'єктивації жінок, коли порнографія та інші форми сексуального ринку створюють ілюзію, ніби всі жінки існують виключно для чоловічого сексуального задоволення, і що жінки легко доступні й бажають зайнятися сексом у будь-який час, з будь-яким чоловіком, на його умовах.

## Фемінізм, культура і мистецтво
Докладніше: Феміністичний мистецький рух, Феміністичне мистецтво

### Архітектура
Гендерні дослідження та концептуалізації архітектури призвели до феміністичної критики сучасної архітектури. Піюш Матур ввів термін «архірний». Стверджуючи, що «архітектурне планування має нерозривний зв'язок з визначенням і регулюванням гендерних ролей, обов'язків, прав і обмежень», Матур запропонував цей термін для вивчення значення 'архітектури' в термінах ру" і щоб «дослідити значення 'ру' з точки зору архітектури».

### Бізнес
Феміністичні активістки заснували цілу низку феміністичних бізнесів, зокрема жіночих книжкових магазинів, феміністичних кредитних спілок, феміністичної преси, феміністичних поштових каталогів і феміністичних ресторанів. Ці підприємства розцвіли в рамках другої і третьої хвилі фемінізму в 1970-х, 1980-х і 1990-х роках.

### Література

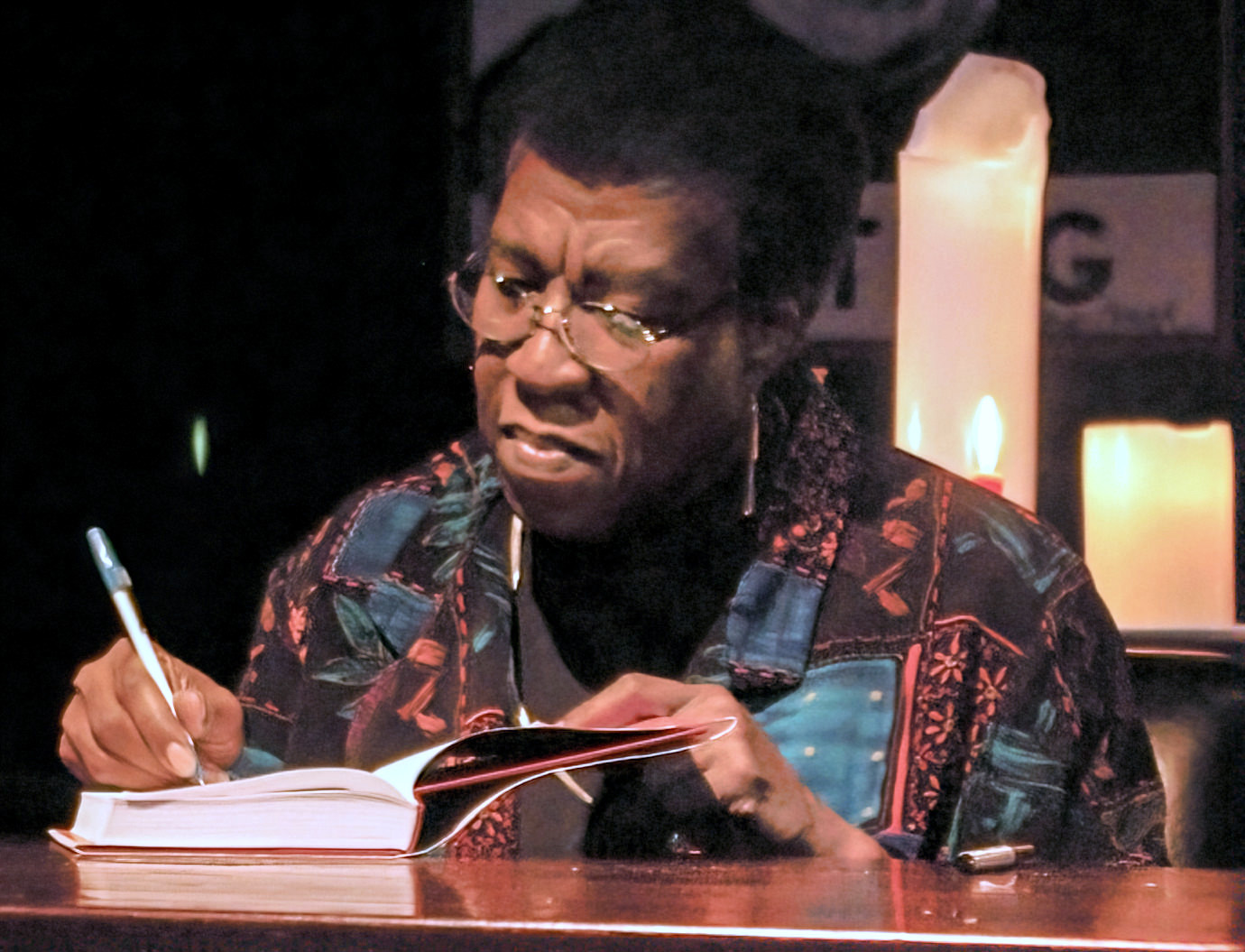
Октавія Батлер — володарка нагород у галузі феміністичної наукової фантастики

### Візуальне мистецтво
Відповідно до загальних процесів фемінізму, і часто включаючи групи підвищення самосвідомості, феміністичний мистецький рух почався в 1960-х і процвітав у 1970-х. Джеремі Стрік, директор Музею сучасного мистецтва в Лос-Анджелесі, назвав феміністичний мистецький рух «найвпливовішим міжнародним рухом узагалі в післявоєнний період», а за словами Пеггі Фелан він «призвів до найбільш далекосяжних змін у виробництві творів мистецтва і написанні про них за останні чотири десятиліття». Феміністична художниця Джуді Чикаго, яка в 1970-х створила Звану вечерю, набір вульво-тематичних керамічних пластин, та Поверх спадщини, сказала у 2009 журналу ARTnews: «Все ще існує інституційне відставання і наполягання на чоловічій європоцентристській оповіді. Ми намагаємося змінити майбутнє: щоб дівчатка і хлопчики зрозуміли, що жіноче мистецтво не виняток — це нормальна частина історії мистецтва». Феміністський підхід до візуального мистецтва останнім часом розроблявся через поворот до кіберфемінізму і постлюдства, даючи голос шляхам, якими «сучасні художниці займаються ром, соціальними медіа і поняттям тілесності».

### Кіно
Феміністське кіно, зображуючи жіночі досвіди або ілюструючи феміністичний погляд на життя, багато в чому пов'язане з розвитком феміністичної теорії кіно наприкінці 1960-х — на початку 1970-х. Жінки, радикалізовані в 1960-х політичними дебатами та сексуальною революцією, внаслідок незмоги радикалізму досягнути суттєвих змін у становищі жінок, почали формувати групи підвищення свідомості та аналізувати з різних точок зору домінантний для кіно образ жінок. Відмінності були особливо помітні між феміністками по різні боки Атлантики. 1972 року відбулись перші феміністські кінофестивалі в США і Великій Британії, а також перший фемжурнал про кіно Жінка і кіно. Серед піонерок періоду Клер Джонстон і Лора Малві, які організували Жіноче свято на Единбурзькому кінофестивалі. Серед теоретикинь, які потужно вплинули на феміністське кіно, Тереза де Лауретіс, Аннеке Смелік і Кая Сілверман. Підходи у філософії та психоаналізі дали поживу феміністичній критиці, феміністичному незалежному кіно і феміністичній дистрибуції.
Існують два підходи до самостійного, підкріпленого теорією феміністського кіно. Феміністська деконструкція аналізує і ламає коди мейнстримного кіно, прагнучи створити інші стосунки між глядачем чи глядачкою і домінантним кіно. Підхід феміністичної контркультури наділяє жіноче письмо здатністю досліджувати саме жіночу кіномову. Деякий критицизм «феміністичного кіно» зосередився навколо шведської міри недискримінаційності кіно тесту Бекдел.
У 1930-1950-х, часи розквіту великих голлівудських студій, становище жінок у кінопромисловості було жалюгідним. Відтоді такі режисерки, як Саллі Поттер, Катрін Брейя, Клер Дені і Джейн Кемпіон, знімали мистецькі фільми, а Кетрін Біґелоу і Петті Дженкінс досягли мейнстримного успіху. Прогрес призупинився в 1990-х, і кількість чоловіків у роботі позаду камери перевищувала кількість жінок уп'ятеро.

### Музика
Жіноча музика — це музика, створена жінками, призначена для жінок, або музика про жінок. Жанр виник як музичний вираз фемінізму другої хвилі, а також боротьби за робітничі, громадянські права та руху за мир. Рух розпочали лесбійки (Кріс Вільямсон, Мег Крістіан і Марджі Адам), афро-американські активістки (Берніс Джонсон Рігон та її гурт Sweet Honey in the Rock), і активістка боротьби за мир Голлі Нір. Власне жіноча музика належить до ширшої індустрії, що виходить за рамки виконання і включає студійну музику, продюсерство, звукорежисуру, технічне забезпечення, дизайн обкладинок, дистриб'юцію, промоутинг та організацію фестивалів, що виконуються жінками.

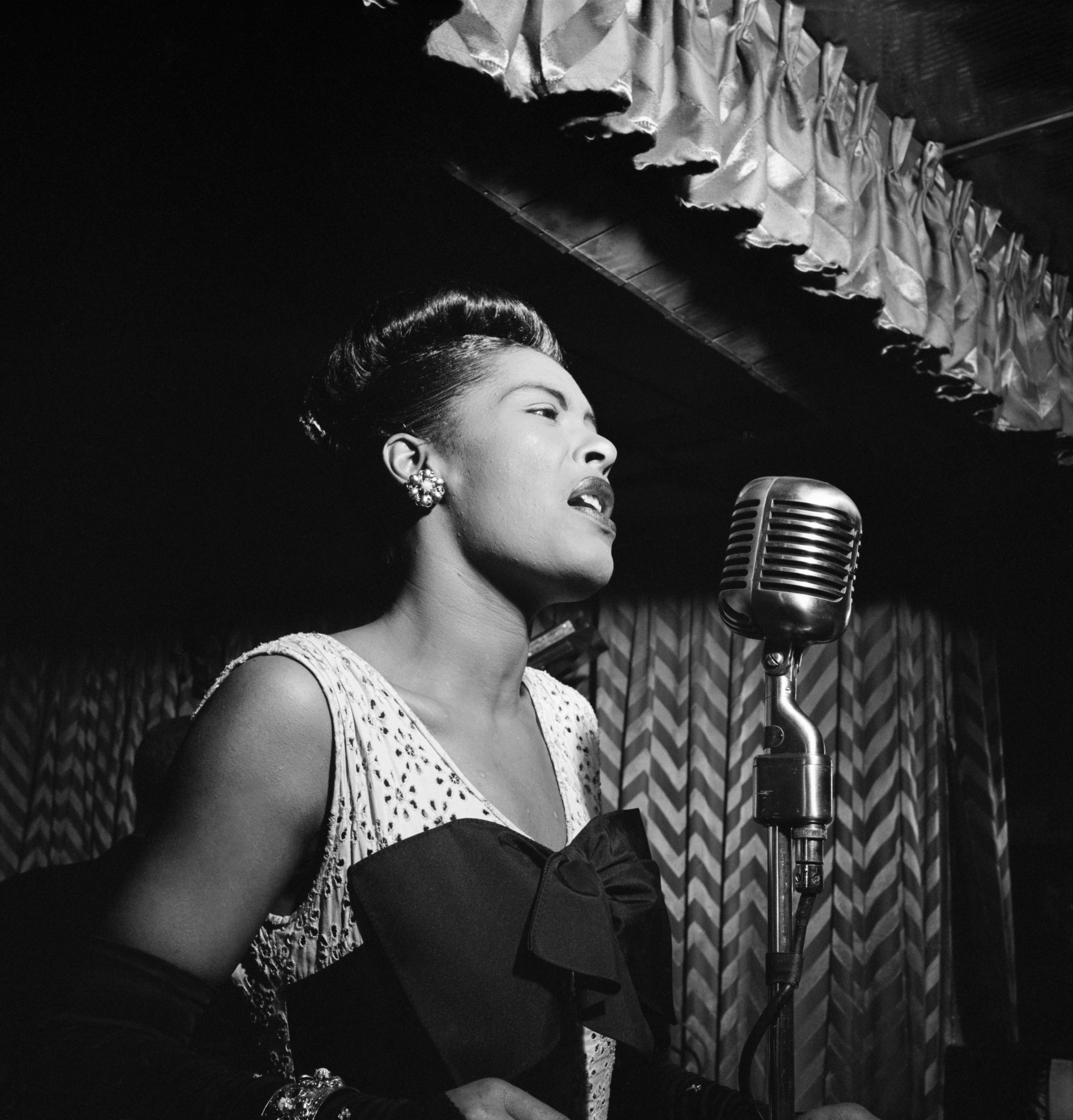
Американська джазова співачка і авторка пісень Біллі Голідей, 1947

Riot grrrl — це андерграундний феміністичний хардкор-панк рух, описаний у розділі культурні рухи цієї статті.
Фемінізм став основним зацікавленням музикознавців у 1980-х в рамках нового музикознавства. До цього, в 1970-х, музикознавці почали відкривати композиторок і виконавиць і підступилися до розгляду понять канону, геніальності, жанру і періодизації з точки зору фемінізму. Постало питання, як музикантки вписуються в традиційну музичну історію. Протягом 1980-х і 1990-х ця тенденція зберігалася, коли музикознавиці, такі як Сьюзен Макклері, Марсія Сітрон і Рут Солі, почали розглядати культурні причини маргіналізації жінок від отриманої роботи. Протягом цього часу розглядалися такі теми, як музика як рний дискурс; професіоналізм; сприйняття жіночої музики; дослідження місць музичного виробництва; відносне багатство та жіноча освіта; дослідження популярної музики з точки зору жіночої ідентичності; патріархальні ідеї в музичному аналізі і поняття ру та відмінностей.
Хоча музична індустрія давно відкрита для жінок як виконавиць або в розважальному сенсі, мізерна частка жінок займають керівні посади, такі як диригування оркестром. Хоча в попмузиці багато співачок, але дуже мало жінок працюють за мікшером як музичні продюсерки, які керують звукозаписом і спрямовують його.

## Фемінізм і політика

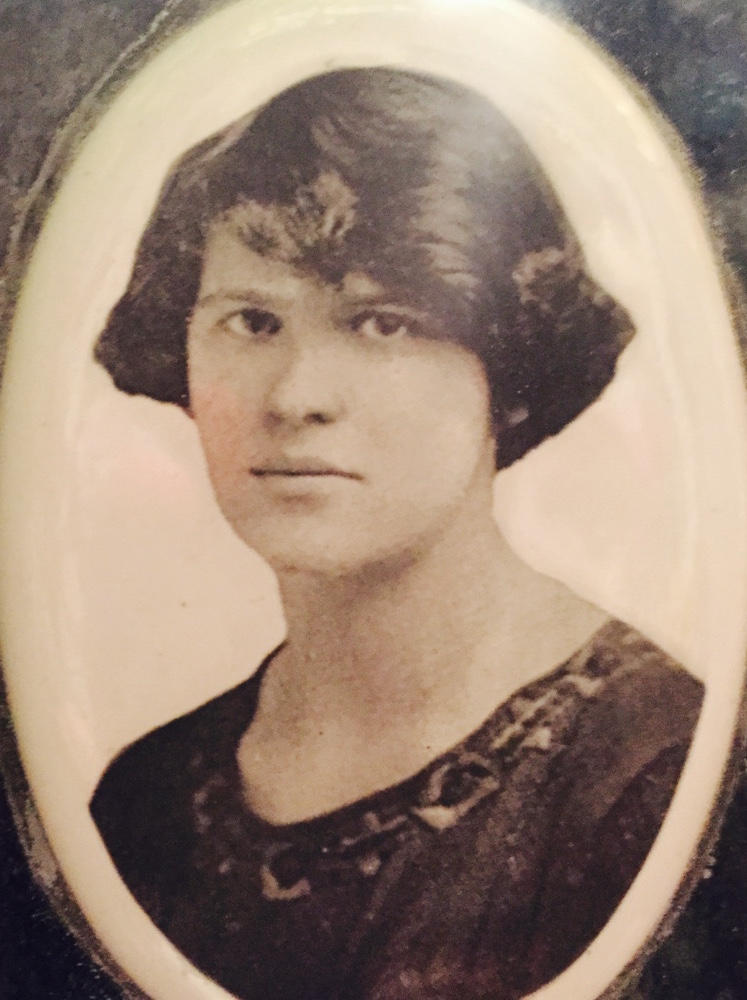
Британська суфражистка Роуз Коен розстріляна у Великому терорі в листопаді 1937

Фемінізм складно взаємодіяв з основними політичними рухами ХХ століття.

### Соціалізм
Від кінця XIX століття деякі феміністки перебували в союзі з соціалізмом, тоді як інші критикували соціалістичну ідеологію за недостатньо турботу про права жінок. Август Бебель, ранній активіст Соціал-демократичної партії Німеччини (СДПН), опублікував працю Die Frau und der Sozialismus, у якій зіставляв боротьбу за рівні права чоловіків і жінок з соціальною рівністю в цілому. 1907 року відбулась Міжнародна соціалістична жіноча конференція у Штутгарті, яка охарактеризувала виборче право як інструмент класової боротьби. Клара Цеткін з СДПН закликала впровадити виборче право для жінок, щоб побудувати «соціалістичний лад, єдиний, який дозволяє домогтися радикального вирішення жіночого питання».
У Великій Британії жіночий рух був у союзі з Лейбористською партією. У США Бетті Фрідан з'явилась із радикального підґрунтя, щоб взяти на себе лідерство. Радикальні жінки є найстарішою соціалістичною феміністичною організацію в США і досі активні. Під час громадянської війни в Іспанії Долорес Ібаррурі (La Pasionaria) очолила комуністичну партію. Хоча вона підтримувала рівні права для жінок, але була проти жінок-воїтельок на фронті і конфліктувала з анархо-феміністкою Мухерес Лібрес.
Революційонерка ірландського республіканства, суфражистка і соціалістка Констанс Маркевич 1918 стала першою жінкою, обраною до Палати громад Британії. Однак, у відповідності з політикою абстенціонізму Шинн Фейн вона не зайняла свого місця в палаті громад. Її переобрали в Другу палату представників на ірландських виборах 1921 року. Крім того, командувала Ірландською громадянською армією, яку очолював соціаліст і, за власними словами, «фемініст», ірландський лідер Джеймс Коннолі, під час Великоднього повстання 1916 року.

### Фашизм

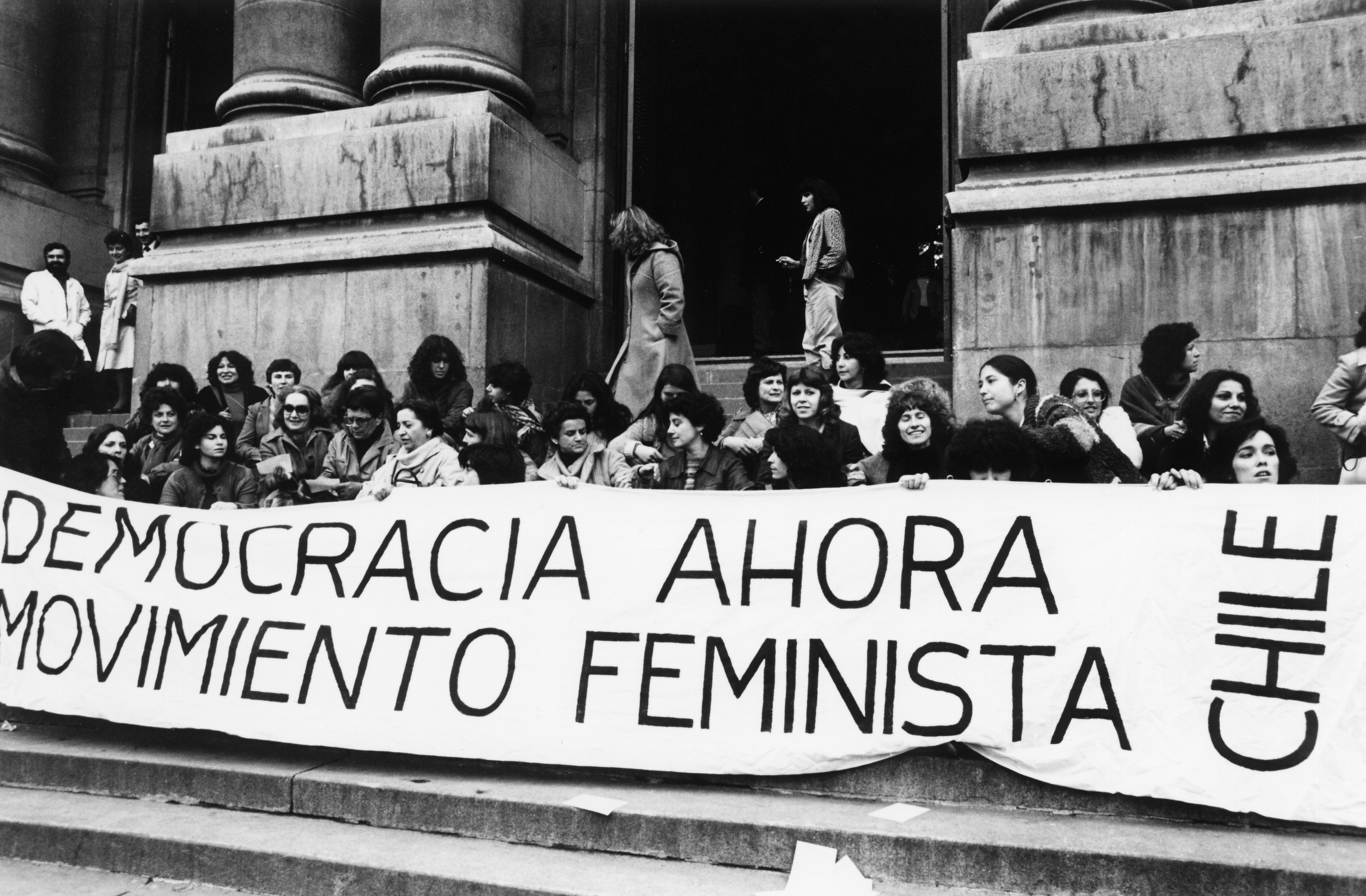
Чилійські феміністки протестують проти режиму Августо Піночета

Погляди фашизму на фемінізм були неоднозначними. Серед інших вимог щодо соціальних реформ, наявних у Маніфесті фашизму 1919 року, було розширення виборчого права для всіх громадян Італії віком від 18 років, зокрема жінок (виконано лише 1946 року, після поразки фашизму), та можливість висувати свою кандидатуру для всіх громадян віком від 25 років. Цю вимогу особливо відстоювали спеціальні фашистські допоміжні жіночі групи, такі як fasci femminilli, але лише частково її вдалося запровадити 1925 року, під тиском консервативних партнерів по коаліції прем'єр-міністра Беніто Муссоліні.
Феміністки виступали проти приходу до влади Адольфа Гітлера. Хоча нацисти й підносили традиційні уявлення про патріархальне суспільство та роль жінок у ньому, але водночас заявляли, що визнають рівність жінок у галузі зайнятості. Проте і Гітлер і Муссоліні виступали проти фемінізму, і після увладнення нацизму в Німеччині в 1933 відбулося стрімке відкидання політичних прав і економічних можливостей, що їх феміністкам вдалося вибороти до Першої світової і деякою мірою впродовж 1920-х. На практиці фашистське суспільство було ієрархічним і підкреслювало чоловічу мужність, а за жінками зберігало багато в чому підлегле становище. Неофашизм, починаючи з 1960-х, був вороже налаштований до фемінізму і наголошував на тому, що жінки повинні прийняти «свої традиційні ролі».
Проте велика частина суфражистського руху підтримала нацистів та фашистів. Учасниць Жіночого соціально-політичного союзу (мілітантська організація, лідеркою якої була Еммелін Панкгерст) нерідко пов'язували з діяльністю боротьби за жіночі права та за права робітників і соціалістичні погляди; Мері Річардсон пізніше увійшла в Британський союз фашистів сера Освальда Мослі та очолила жіночий підрозділ.

Суфражистки віддають честь Освальду Мослі. 1930-ті роки.

### Рух за громадянські права і антирасизм
Рух за громадянські права афроамериканців у США і фемінізм взаємно вплинули одне на одного. Багато західних феміністок адаптували мову та теорії активістів(-ок) боротьби за рівність людей кольору і провели паралелі між правами жінок і небілих. Попри зв'язок між жіночим та правозахисним рухами, наприкінці 1960-х — на початку 1970-х між ними виникла напруженість, коли небілі жінки критикували фемінізм за репрезентацію білих жінок середнього класу, незнання та неувагу до проблем раси. Деякі феміністки відповідали, що рух за громадянські права мав сексистські елементи і не реагував адекватно на проблеми жіночої частини меншин. Ці закиди створили нові феміністичні соціальні теорії про взаємозв'язок расизму, класизму, сексизму, і нові течії фемінізму, такі як чорний фемінізм і чікана-фемінізм.

### Неолібералізм
Феміністична теорія критикувала неолібералізм за те, що той негативно позначається на жіночій робочій силі населення по всьому світі, особливо на глобальному Півдні. Маскулістські припущення і цілі продовжують домінувати в економічній та геополітичній думці. Досвід жінок у промислово нерозвинених країнах показує часто згубні наслідки політики модернізації і підриває традиційне твердження, що розвиток йде на користь усім.
Прихильники неолібералізму вважають, що розширення участі жінок у робочій силі прискорить економічний прогрес, але фемкритикині відзначають, що сама по собі участь не посилить рівності в рних відносинах. Неолібералізм виявився не в змозі вирішити серйозні проблеми, такі як знецінення фемінізованої праці, структурне панування чоловіків і маскулінності, а також політизація жіночого підпорядкування в сім'ї та на роботі. Під «фемінізацією зайнятості» розуміють концептуальні характеристики погіршених і знецінених умов праці, які є менш бажаними, значущими, надійними і безпечними. Роботодавці Півдня мають своє сприйняття жіночої праці і шукають робочу силу, яка буде невибагливою, слухняною і готовою погоджуватися на низьку зарплатню (тобто робітниць). Соціальні конструкти щодо фемінізованої праці відіграли в цьому велику роль, наприклад, роботодавці часто закріплюють уявлення про жінок як вторинних годувальниць, щоб виправдати їхні низькі ставки заробітної платні, а також відсутність підготовки або заохочення.

## Фемінізм за країнами
За даними опитування Іпсос 2014 року, що охопило 15 розвинених країн, 53 % опитаних визначили себе як феміністки і 87 % погодилися, що «до жінок потрібно ставитися як до чоловіків в усіх галузях, виходячи з їхніх професійних якостей, а не їхньої статі». Але тільки 55 % жінок погодилися, що вони мають «повну рівність з чоловіками і свободу повною мірою реалізовувати свої мрії та сподівання».
Серед жінок одну з найсильніших підтримок фемінізму визначено в Швеції, де третина (36 %) цілком згодні визначити себе феміністками. За ними йдуть італійки (31 %) та жительки Аргентини (29 %). У середині рейтингу Велика Британія (22 %), Іспанія (22 %), США (20 %), Австралія (18 %), Бельгія (18 %), Франція (18 %), Канада (17 %), Польща (17 %), Угорщина (15 %). Найменш схильні називатись феміністками жінки в Японії (8 %), Німеччині (7 %) та Південній Кореї (7 %).
Чверть чоловіків в Італії (25 %) та Аргентині (25 %), і двоє з десяти в Польщі (21 %) і Франції (19 %), погодилися, що вони позиціюють себе як про-феміністи. За ними йшли Швеція (17 %), Іспанія (16 %), США (16 %), Канада (15 %), Велика Британія (14 %), Угорщина (12 %), Бельгія (11 %) і Австралія (10 %). Найменш схильні ідентифікувати себе з фемінізмом чоловіки були в Південній Кореї (7 %), Німеччині (3 %) та Японії (3 %).
Жінки були більш схильні за чоловіків ідентифікувати себе як феміністки у всіх країнах, окрім Польщі. У Південній Кореї за цим показником між чоловіками і жінками не було різниці.
За опитуванням 2015 року, 18 % американок вважають себе феміністками, а 85 % повідомили, що вірять у «рівність для жінок». Попри поширеність віри в рівні права, 52 % не ідентифікують себе як феміністок, 26 % не впевнені і 4 % не дали відповіді.

## Вплив на суспільство

Конвенція про ліквідацію всіх форм дискримінації щодо жінок:
Повноцінна участь (підписали та ратифікували)
Участь (accession or succession)
Стан невідомий, виконання договірне
Тільки підписали
Не підписали

Феміністичний рух викликав численні зміни в більшості суспільств світу. Деякі з колись радикально-феміністичних поглядів нині повсюдно поширені як очевидна, традиційна частина політичної думки. Населення західних країн не бачить протиприродного в праві жінок голосувати, самостійно вибирати чоловіка (або не одружуватись), володіти землею — всього, що здалося б неймовірним ще сто років тому.
- надання жінкам права голосу на виборах;
- право подавати заяву на розлучення;
- право опіки над власними дітьми,
- право на володіння майном;
- право на освіту, особливо вищу,
- право на контроль над власним тілом і рішення, яке медичне втручання припустиме (в тому числі: планування сім'ї, вибір протизаплідних засобів, безпечний секс, аборти).

### Громадянські права
З 1960-х жіночий рух вів кампанію за рівну оплату праці, рівні законодавчі права і свободу для жінок в плануванні власної сім'ї. Боротьба призвела до мозаїчних результатів.

### Вплив на мову
Детальніше: Феміністична мовна реформа, Фемінітиви
Феміністки, що говорять англійською, часто є прихильницями гендерно-нейтральної мови; наприклад, використовуючи звернення «Ms.» на відміну від «Miss» до жінок, незалежно від того, чи перебувають вони в шлюбі: так відкидається андроцентрична парадигма визначати жінку через її належність чоловікові.
Англійська надає й глобальніші приклади: слова «humanity» і «mankind» використовуються для позначення всього людства, але друге («mankind») походить від слова «man», має значення «чоловік», викреслюючи жінок з репрезентації у слові, і тому використання «humanity» коректніше: воно походить від нейтральнішого «human»: «людина».
У багатьох інших мовах (особливо у мовах з граматичними родами, до котрих належить і українська) прийнято використовувати граматичне «він», якщо стать людини, про яку йде мова в реченні, невідома; коректнішим з точки зору прав жінок є використання «він або вона», «він/вона», «його/її», «його або її» тощо.
Зміни в мовних вимогах також пояснюються прагненням виправити елементи сексизму в мові, адже наукою доведено безпосередній вплив мови на людське сприйняття світу і розуміння свого місця в ньому (гіпотеза Сепіра — Уорфа).

### Вплив на освіту
Докладніше: Сексизм в освіті
Опоненти фемінізму заявляють, що жіноча боротьба за зовнішню владу (як протилежність «внутрішньої влади», яка ніби-то допомагає впливати на формування та підтримку таких цінностей, як етика і мораль) залишила «вакуум», оскільки роль ранньої моральної виховательки традиційно відводилася жінці. Феміністки відповідають на цей докір тим, що низькооплачувана і виснажлива сфера освіти ніколи не була і не повинна була бути виключно «жіночою».

### Вплив на близькі стосунки
Феміністичний рух вплинув на гетеросексуальні відносини (як в західному суспільстві, так і в інших країнах, які зазнали впливу фемінізму). У традиційних стосунках відбувається зміна полюсів влади. І чоловікам, і жінкам доводиться адаптуватися до порівняно нових ситуацій, що кидає виклики в звиканні до нових гендерних ролей.
Жінки сучасності вільніші у виборі можливостей, але досі страждають від подвійного робочого навантаження (оплачувана кар'єра і обслуговування домівки та сім'ї) у відповідь на те, що в новому суспільстві все важче бути «хорошою матір'ю». Завдяки фемінізму батьки активніше включаються в догляд та виховання власних дітей (визнаючи, що це і їхня відповідальність).
Починаючи з другої хвилі фемінізму, змінюється ставлення до сексу і моралі (зростання якості сексуальної освіти, поширення контрацепції та розширення доступу до абортів, детабуювання жіночої сексуальності, анатомії та менструальності; висвітлення пандемії сексуального насильства проти жінок та боротьба з ним, деконструкція культури зґвалтування, аб'юзивних стосунків).
І попри все, результати сексуальної революції розцінюються як суттєво сприятливіші для чоловіків. Дискусія «чи є шлюб інститутом утиску жінок» досі актуальна; ті, хто розглядають шлюб як інструмент утиску, роблять вибір на користь «гостьового» шлюбу, «відносин без зобов'язань», незареєстрованої поліаморії, відкритих союзів, негетеросексуальних та інших розмаїтих альтернатив гетеросексуальній шлюбній моногамії.

### Вплив на релігію
Див. Ординація жінок

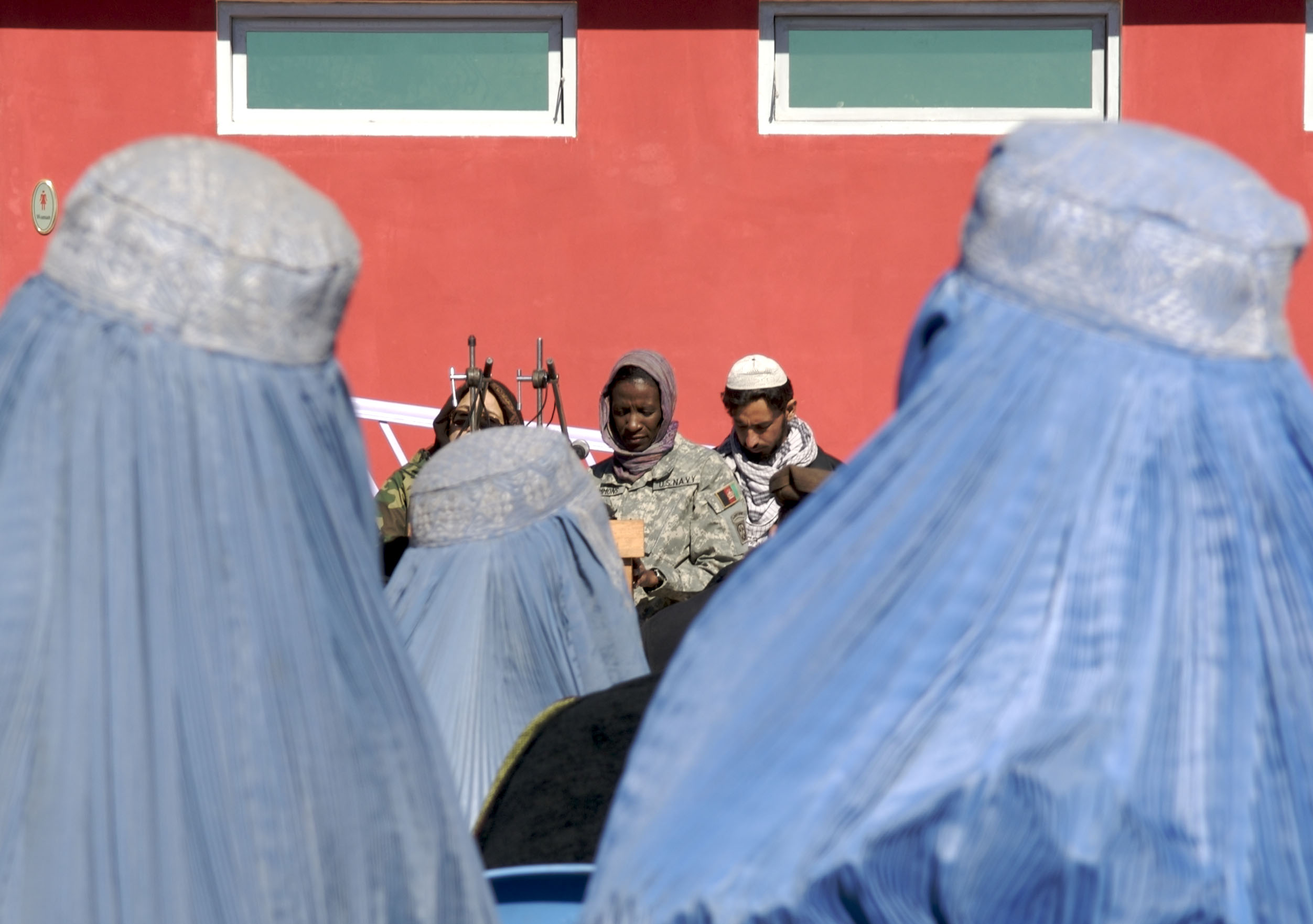
Жіноча мечеть, Афганістан

У ліберальних відгалуженнях протестантизму жінки можуть бути членами духовенства. Всередині груп християнського реформізму жінки поступово стали більш-менш рівними чоловікам через доступ до високих посад; їх перспектива тепер полягає в дослідженні та новому витлумаченні відповідних вірувань.
Ці тенденції слабше підтримуються в ісламі. В деномінаціях ісламу мусульманкам забороняють заняття теологією. Ліберальні рухи в ісламі все ж не залишають спроб провести деякі реформи феміністичного характеру в мусульманському суспільстві.

## Критика
Хоча фемінізм є авангардом західних демократій, прихильники традиційних цінностей, активісти рухів за права чоловіків, антифемінізму, маскулізму, релігійні фундаменталісти, консервативні ідеологічно-культурні та праві політичні сили виступають проти фемінізму. На їхню думку, права жінок і так давно перевищили права чоловіків, тому фемінізм як рух за рівність, давно втратив свою актуальність. І зараз несе лише шкоду суспільству. Звісно ж серед них є розбіжності, до прикладу християни спільно із феміністками виступають проти жіночого обрізання. Але в загальному всі перелічені групи різко засуджують руйнівні (на їх думку) для суспільства і психіки кожної людини рухи.
Присутні думки, що фемінізм — це часто політична та соціальна система переконань зі створення нових стереотипних переконань та упереджень без урахування потреб та переконань інших представників соціуму, яка виступає виключно за надання нових прав та привілеїв жінкам без зобов'язання їх при цьому новими обов'язками, якими безумовно наділені чоловіки. У відповідь на це феміністки звинувачують перших в маніпуляціях інформацією, психологічних маніпуляціях та пропаганді
Критики також заявляють, що у країнах Заходу, через феміністичний рух та позитивні дискримінації, чоловіки піддаються різноманітним дискримінаціям і поступово стають найбільш дискримінованою частиною суспільства. Наприклад, опікунство над дітьми при розлученнях батьків найчастіше надається матері. Або прикладом також є обов'язкова служба в армії за призовом. Навіть, Ізраїль є країною, де обов'язкова військова повинність поширюється на всіх громадян, незалежно від статі, але при цьому жінок військовослужбовців у ЦАХАЛ не направляють служити в бойові частини, а використовують при цьому виключно добровільний вибір (не більше 2,5 % жінок-призовниць вибирають бойові частини для проходження служби), тим більше не використовують у бойових операціях, а після проходження строкової служби вони отримують пожиттєве звільнення від щорічних обов'язкових зборів для підтримання боєздатності.
Деякі з критиків вважають, що вимоги «рівних» прав людини сіють ворожнечу між статями та пропагують ідею чоловічої неповноцінності. Консерватори та релігійні представники виступають проти фемінізму, вважаючи його причиною руйнування традиційного устрою життя і знищення звичних ролей, традиційно вказаних чоловікам і жінкам залежно від їхньої статі. У зв'язку з цим постулюється, що між чоловіками та жінками існує ціла низка природних біологічних та психологічних відмінностей, і що суспільство лише виграє від їхнього визнання, що призведе до зменшення напруженості у різних питаннях.
Критикують фемінізм не тільки його противники, до них також належать деякі прихильники(-ці) та послідовники(-ці) фемінізму (як от Кеті Янґ, Крістіна Гофф Соммерс, Кессі Джей та інші) і вони представляють до розгляду та дискусій щодо цієї теми на рівних умовах критику та дві протиборчі точки зору на гендерну рівність і розвінчують міф про те, що «бути противником чи опонентом фемінізму — це значить, бути прихильником гноблення і ненависті», як помилково вважається чи соціально нав'язується деякими феміністками. Наприклад, в 2016 році американська режисерка, акторка, феміністка Кессі Джей зафільмувала документальну стрічку «Червона пігулка», де показала раніше приховувані (через непопулярність та замовчування в ЗМІ по причині односторонності висвітлення активності фемінізму) для масового глядача інтерв'ю з активістами та розкриває ідеї та погляди представників руху за права чоловіків (англ. men's rights movement). В кінці фільму авторка каже, що більше не може називати себе феміністкою, тому що її погляди на питання гендерної нерівності змінилися.